# Walygator Sud-Ouest
Walygator Sud-Ouest est un parc d'attractions situé à Roquefort, près d'Agen, en France. Le site est également doté du parc aquatique Aqualand Agen depuis 2017.

## Histoire

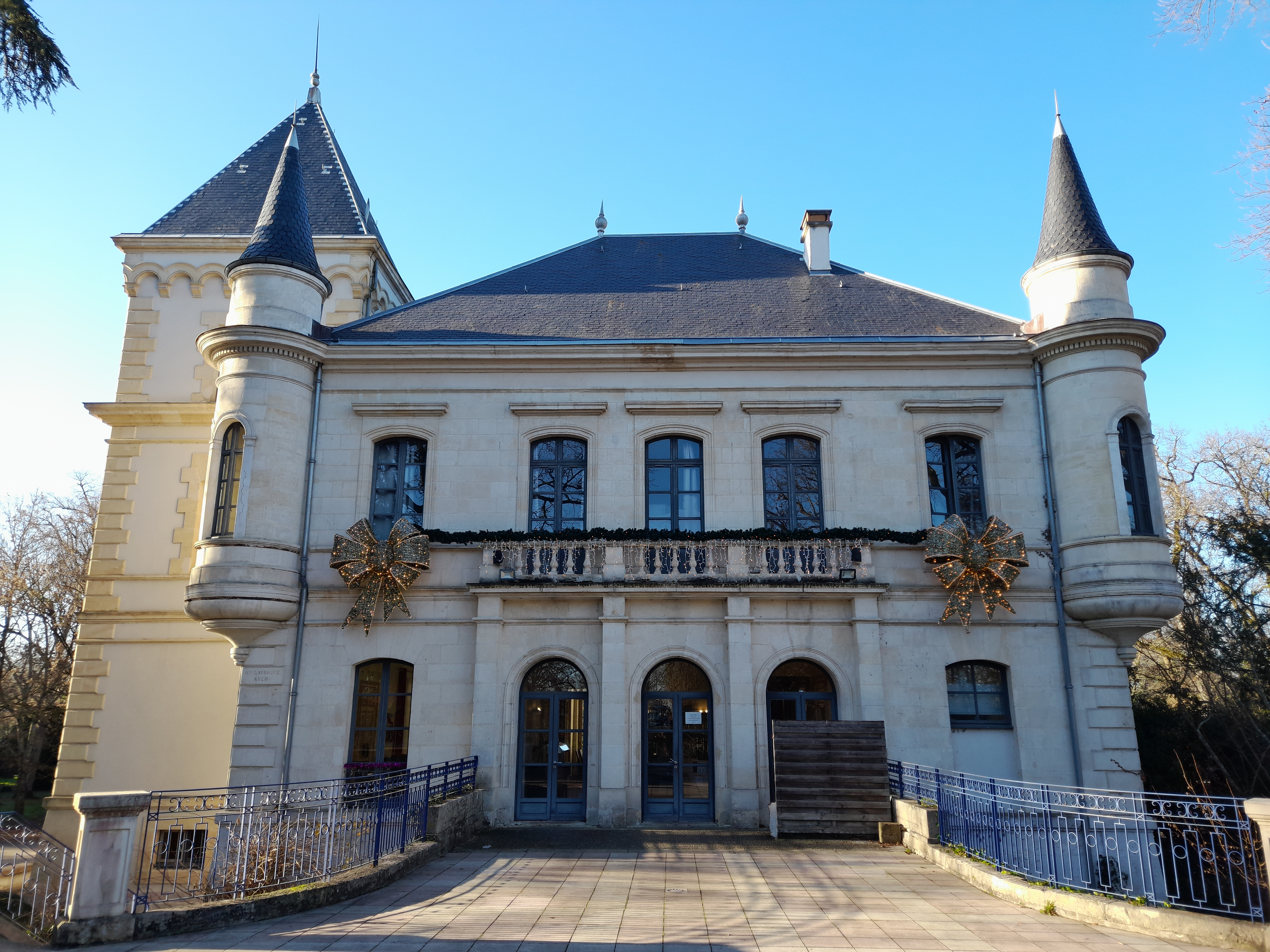
Le château Caudouin, construit par l'architecte A. Larroque.

Ouvert le 24 avril 1992 sous le nom Walibi Aquitaine, il comporte comme grande attraction Boomerang, un parcours de montagnes russes de Vekoma. Le parc occupe une partie d'un parc boisé de 30 hectares qui comprend aussi un château du XVIIIe siècle. Il est, avec Walibi Wavre, entièrement imaginé et créé par l'homme d'affaires belge Eddy Meeùs, contrairement aux autres parcs du groupe qui sont rachetés. Le site est le plus petit des parcs Walibi.

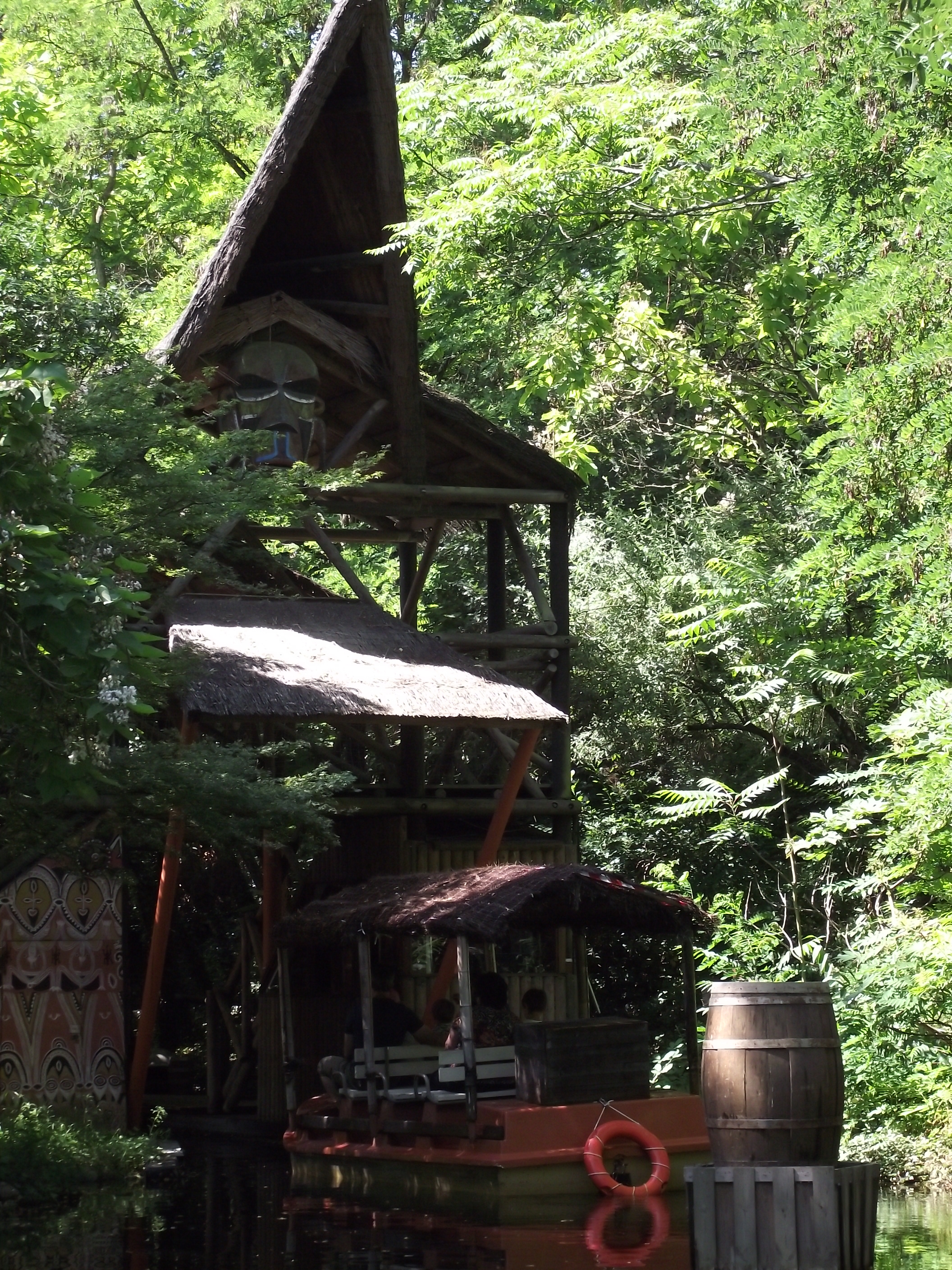
Tam Tam Tour (1992-2022).

Au début des années 1990, le groupe Walibi exprime son désir d’expansion. Le président du conseil général de Lot-et-Garonne, Jean François-Poncet, prend contact avec le groupe belge en 1991. Il propose d'implanter un parc à Agen, situé à mi-chemin entre Bordeaux et Toulouse. Jean François-Poncet a la possibilité d'obtenir 50 millions de francs français (7,5 millions d'euros) de subventions, de la région Aquitaine, du département de Lot-et-Garonne et de la Communauté économique européenne, sur un total de 120 millions (18,3 millions d'euros), pour l'achat du terrain et des bâtiments sur celui-ci et l’aménagement du domaine. Le département est demandeur de l'ouverture d'un parc d'attractions. L'affaire est conclue. Le château de Caudouin et le parc sont rachetés à une aristocrate locale. Le conseil général du Lot-et-Garonne reste propriétaire du foncier et l'entreprise belge assure la gestion dans le cadre d'un bail emphytéotique de 36 ans.

Logo de Walibi Aquitaine créé par Star Parks (2004-2010).

Le parc de loisirs s'étend à l'époque sur 16 des 45 hectares du domaine. Celui-ci était laissé à l'abandon. La restauration du château revient à 4 millions de francs français, soit 610 000 €. Yves Meeùs coordonne la réalisation de Walibi Aquitaine, Luc Florizoone est chargé de l'ambiance et du décor, Dominique Fallon se charge de la publicité et Serge Devouassoux supervise le chantier. Christophe De Moffarts, directeur du personnel de Wavre, reçoit une promotion et devient directeur à Agen. Le parc de loisirs devient rentable dès le début de son activité.
En 1994, la fréquentation atteint 250 000 entrées. En 1996, Walibi Aquitaine s'agrandit de 5 ha.

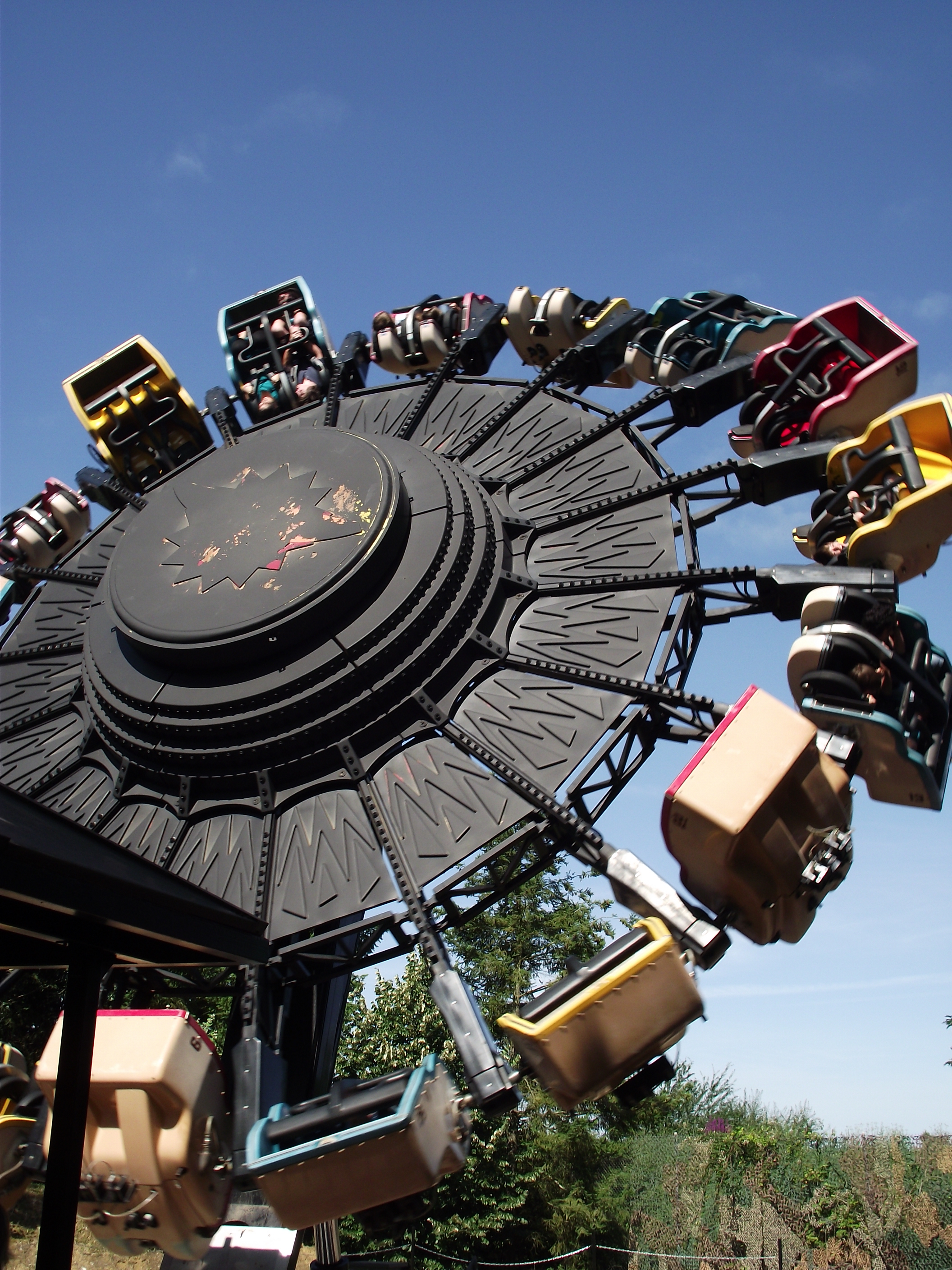
Kosmic (2005).

Le 15 décembre 1997, Eddy Meeùs négocie la vente du groupe Walibi avec la société américaine Premier Parks, un opérateur de parcs d'attractions aux États-Unis. L'acquisition du groupe et donc de Walibi est annoncée officiellement en décembre et est clôturée le 24 mars 1998 peu après l'introduction de Premier Parks à la New York Stock Exchange. En 1998, le parc de loisirs accueille 235 000 visiteurs. En 2002, la fréquentation atteint 235 000 entrées. Premier Parks se rebaptise Six Flags en 2000. 
En mars 2004, peu avant le début de saison, Six Flags cède sa division européenne à un fonds d'investissement privé londonien Palamon Capital Partners qui crée le groupe Star Parks désormais chargé de la gestion du parc,. En 2005, la fréquentation se situe autour de 300 000 entrées. 

Logo de Walibi Sud-Ouest (2011-2020).

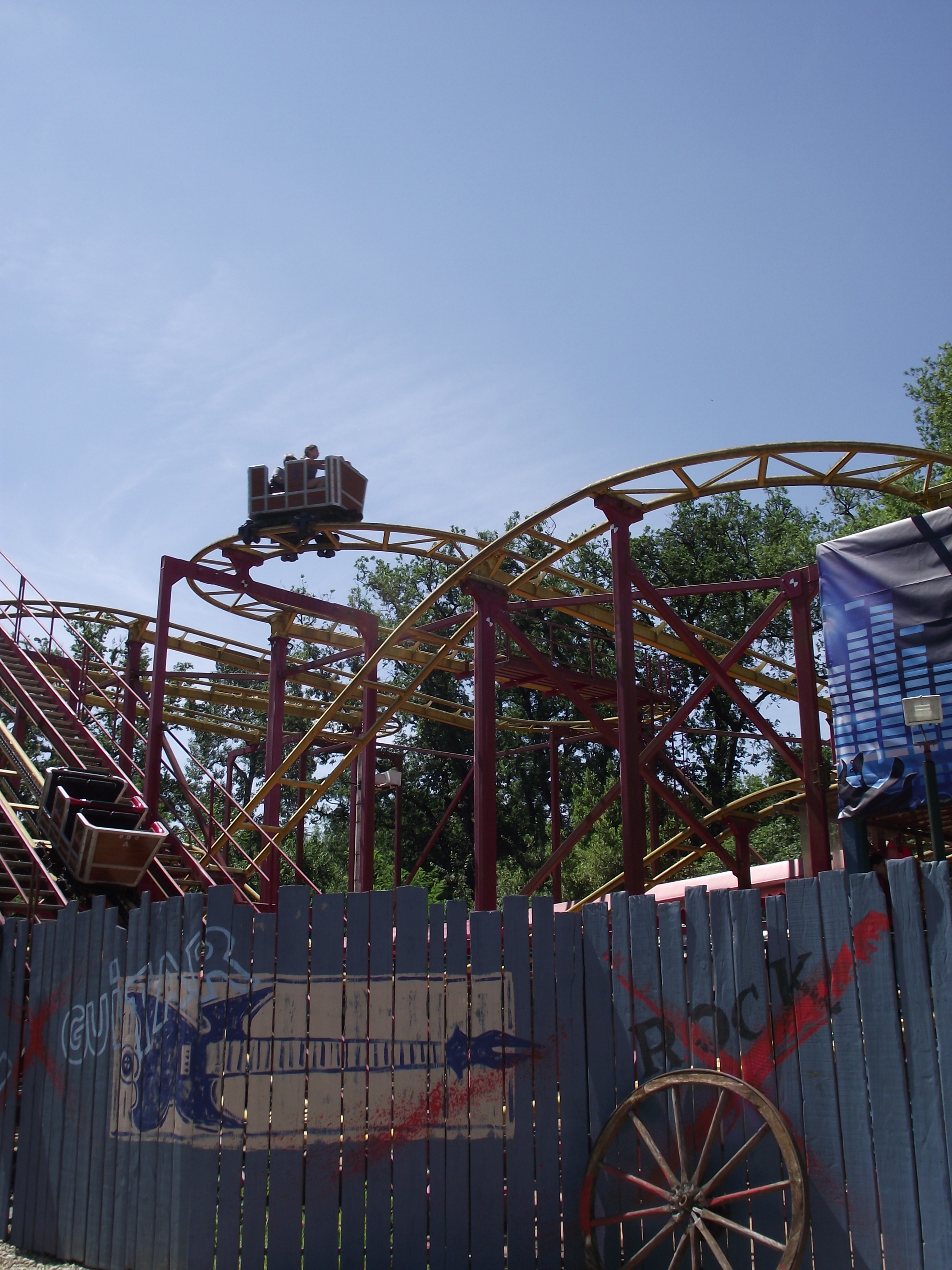
Scratch (2011-2020).

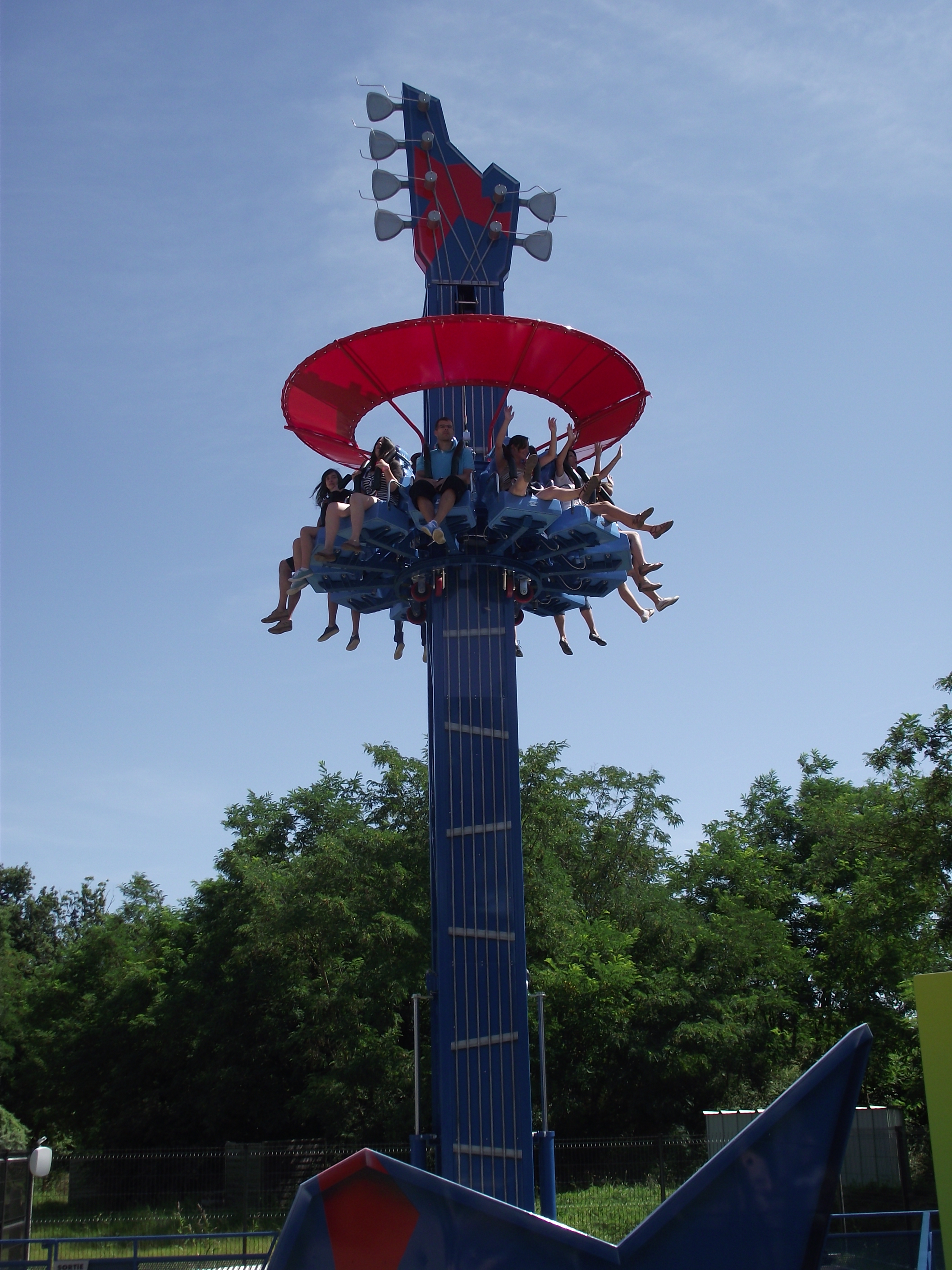
Rock it up (2012-2020).

Le 20 janvier 2011, la direction de Walibi annonce le changement d'image de la société et met à jour son site internet. Le public y apprend que les parcs de Walibi World et Walibi Aquitaine sont renommés respectivement Walibi Holland et Walibi Sud-Ouest. La mascotte est relookée en personnage 3D et est rejointe par une série de personnages composant des groupes musicaux. Deux millions d’euros sont investis pour intégrer le nouvel univers musical Walibi. Des entrepreneurs locaux effectuent alors près de 70 % des travaux. En 2012, sont ouvertes au public trois attractions pour enfants. Ces investissements se font ressentir sur la satisfaction du public qui place Walibi Sud-Ouest à la première place des parcs de la Compagnie des Alpes ainsi que sur la fréquentation qui augmente de 12 % avec plus de 300 000 visiteurs, un record dans l'histoire du parc.
L'année 2014 se clôture avec une fréquentation stable et 300 000 entrées comptabilisées.
En janvier 2015, la Compagnie des Alpes annonce la cession du parc au groupe luxembourgeois CLP. L'acquéreur derrière cette opération est le groupe espagnol Aspro Parks dont la filiale est CLP. Le dolfinarium Harderwijk passe également dans les mains du groupe espagnol par cette cession. Le chiffre d'affaires de la saison 2013-2014 de ces deux parcs représente 22,5 millions d'euros avec un excédent brut opérationnel de 6 % environ. La cession des deux sites revient à 37,5 millions d'euros. Le parc français employant vingt-deux permanents et deux cents saisonniers conserve la marque Walibi pendant trois ans. En parallèle, le groupe Aspro Parks emploie plus prosaïquement le terme « parc Agen », du nom de la SAS immatriculée en 1991 pour le chantier du parc d’attractions,,. La saison 2015 voit également la suppression de l'attraction Psykédélik. Anciennement nommé Kosmic, ce manège de type Chaos du constructeur Chance Rides y était en fonction depuis 2005. Il était anciennement présent à Walibi Holland de 2000 à 2004. Le film du cinéma 4-D est renouvelé, il s'agit de Tempo Attack de la licence Walibi. Pour la première fois, le parc de loisirs célèbre Halloween du 17 octobre au 1er novembre 2015. En outre, Walygator Parc — rebaptisé Walygator Grand Est dans l'intervalle — entre en décembre 2015 dans le giron d'Aspro Parks également via sa filiale CLP.
Un parc aquatique est érigé sur une parcelle inoccupée. Construit en deux phases, il propose la première aux nageurs en 2017 et la suivante en 2018. Walibi Sud-Ouest reçoit près de 300 000 visiteurs en 2017 ; de plus, le chiffre d'affaires augmente de 2 %.
À la fin de la saison 2020, il est annoncé que Walygator Sud-Ouest est dorénavant le nom du parc. Sorti du groupe Walibi en 2015, cette dénomination a pour but de se rapprocher de Walygator Parc,,.
À la suite du départ de Laurent Muller de Walygator Grand Est, Sylvain Chatain devient le directeur de ce parc le 1er janvier 2024. Le premier en était directeur de 2020 à 2023. Le deuxième est directeur de Walygator Sud-Ouest depuis 2015 et  devient alors directeur de trois parcs différents,,.

## Informations économiques
L'entreprise Parc Agen est une SAS enregistrée à l'Insee en juillet 1991 et immatriculée en août 1991 sous le no 382-444-545. Elle réalise un chiffre d'affaires de 8 817 400 € sur l'année 2019. La même année, elle subit une perte de 383 600 € après la perte de 155 100 € en 2018. Entre 2018 et 2019, le total du bilan augmente de 0,51 %. Son effectif moyen annuel est en 2019 de 90 salariés. Elle est dirigée depuis décembre 2017 par David Soriano.
Les deux établissements de l'entreprise Parc Agen sont le parc d'attractions et le parc aquatique Aqualand Agen.
Le site est la propriété du groupe Continental Leisure Project, filiale d'Aspro Parks,.

## Les attractions

### Montagnes russes
- Boomerang, montagnes russes navette / Boomerang de Vekoma (1992). Elles ont été achetées à la suite de la fermeture du parc Zygofolis[30] ;
- Coccinelle, montagnes russes junior de Zierer (1992) ;
- Mine de Thor, Wild Mouse de Zamperla (2002). Anciennement nommée Zig Zag puis Scratch.

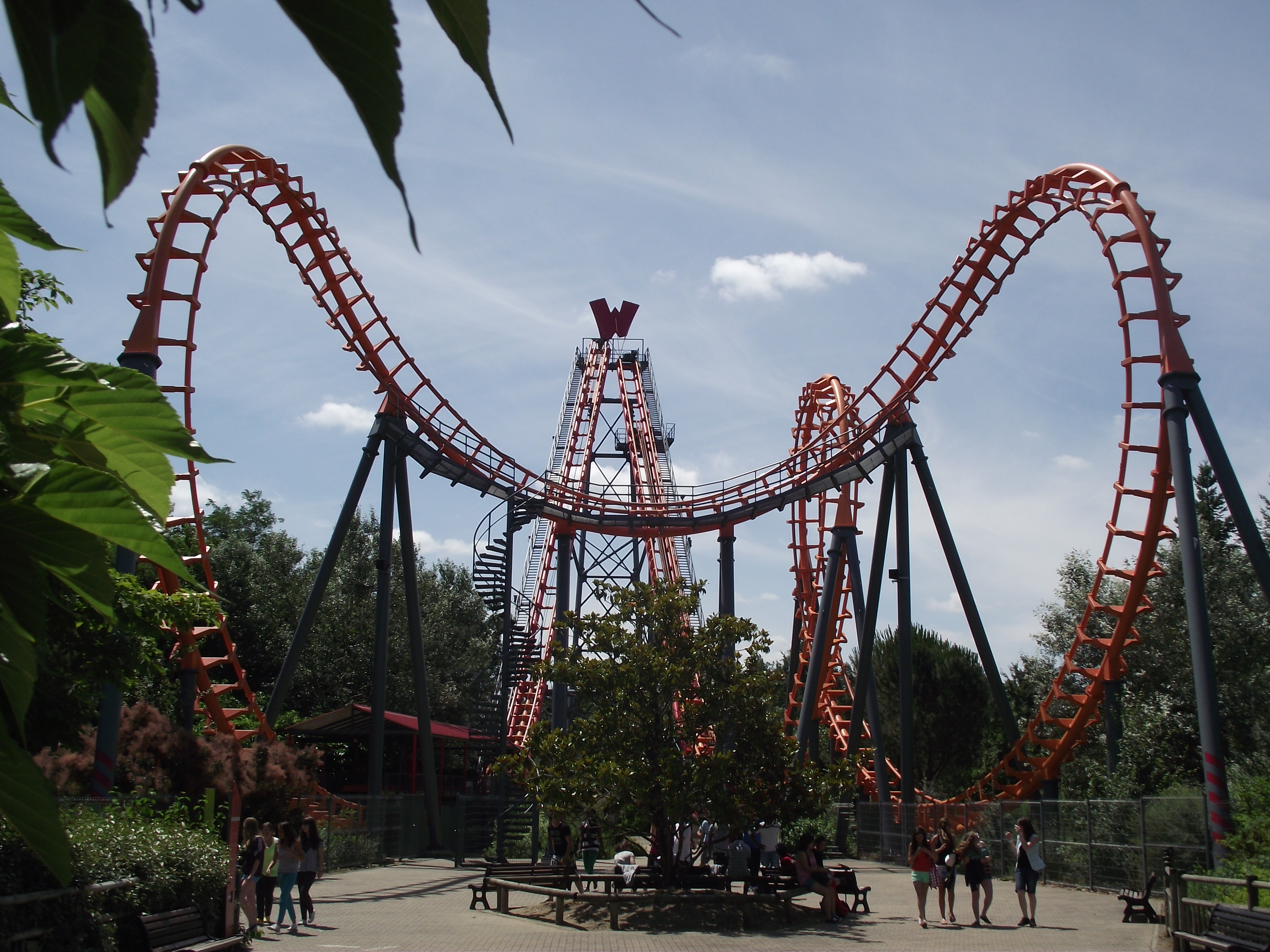
Boomerang
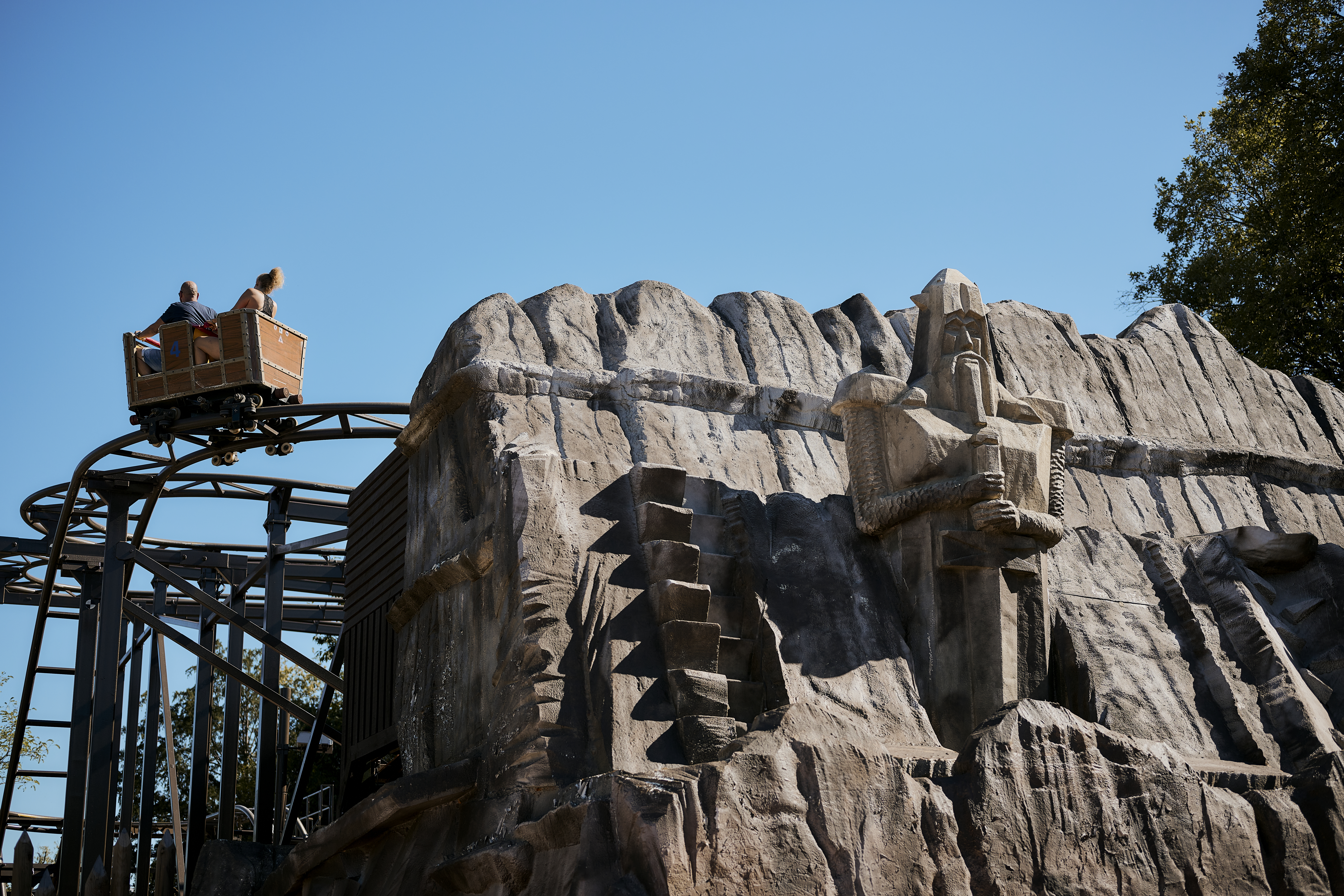
Mine de Thor

### Attractions aquatiques
- Aquachutes : quatre toboggans aquatiques de 75 m de long et 12 m de haut du constructeur Van Egdom (1992) ;
- Drakkar : circuit de bûches sur le thème des Vikings du constructeur Reverchon (1996). Attraction présente de 1978 à 1994 à Walibi Belgium[31] ;
- L'Île aux pirates : tow boat ride à travers un monde peuplé de pirates (inspirée de Jungle Cruise, 1992). Anciennement nommé Tam Tam Tour de 1992 à 2022 ;
- Radja River : rivière rapide en bouées de 600 m. du constructeur Intamin (1992) ;
- Splash Battle : Splash Battle du constructeur Preston & Barbieri (2006).

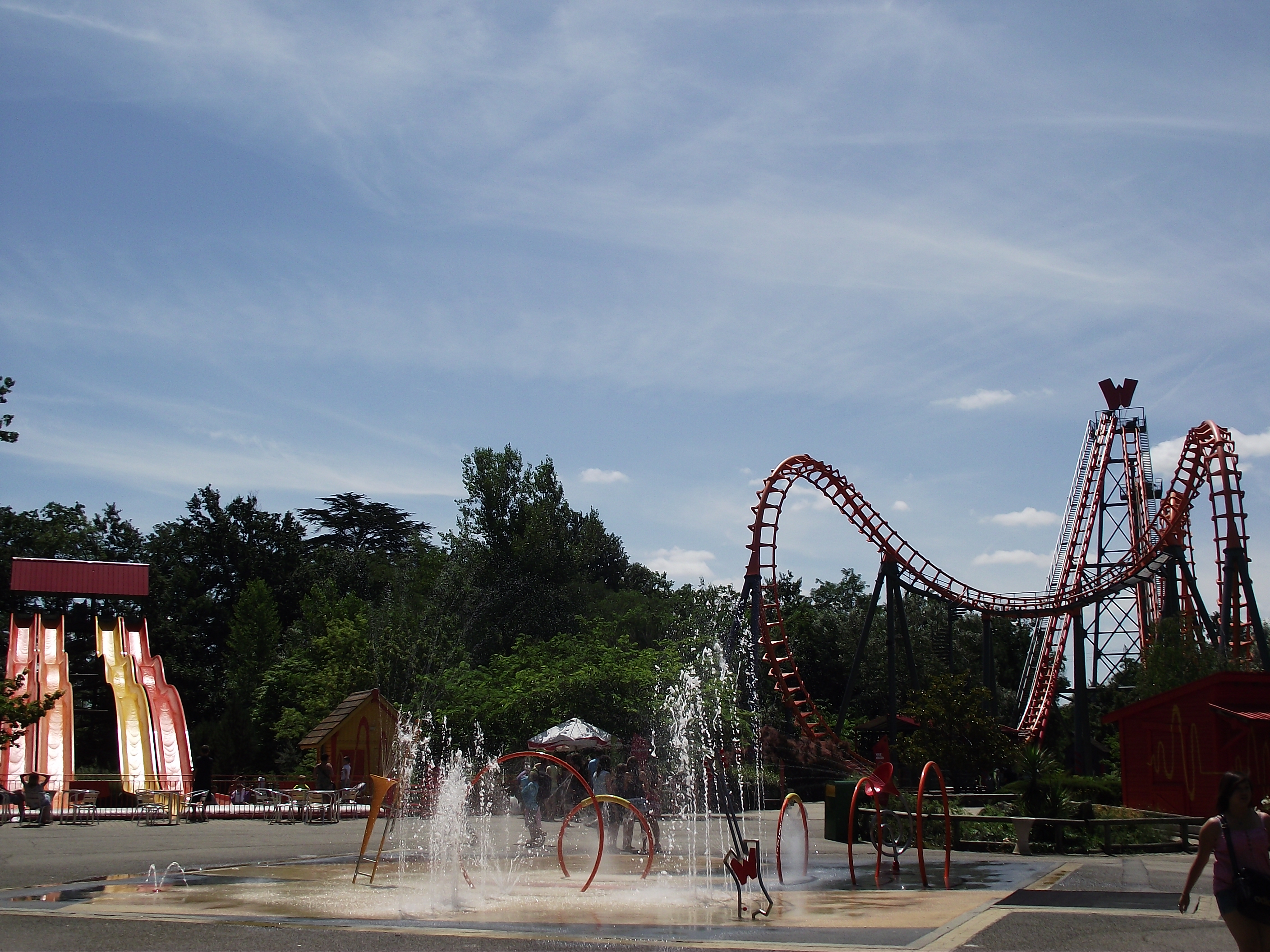
Aquachutes et Boomerang
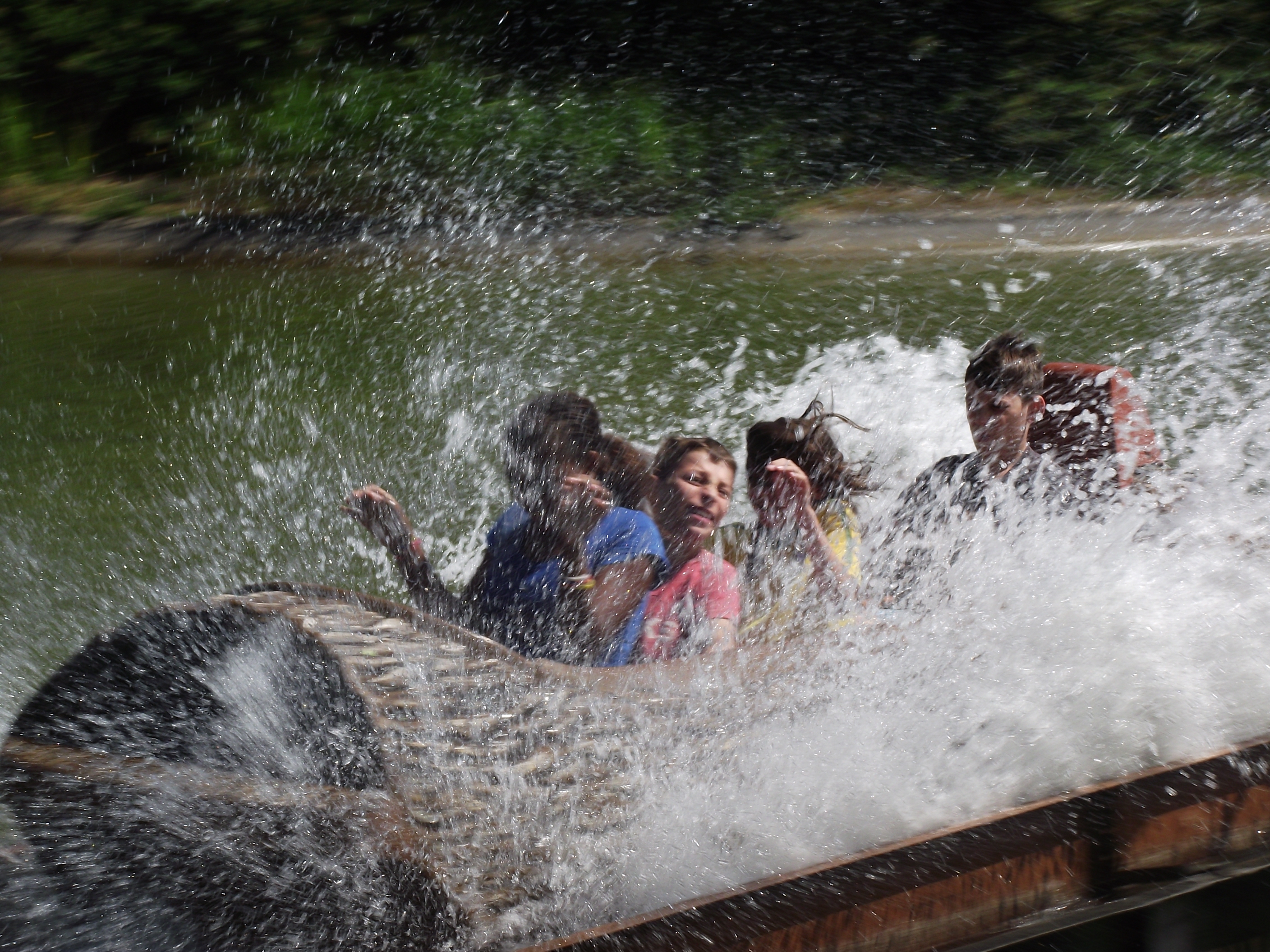
Drakkar (en fonction précédemment à Walibi Belgium)
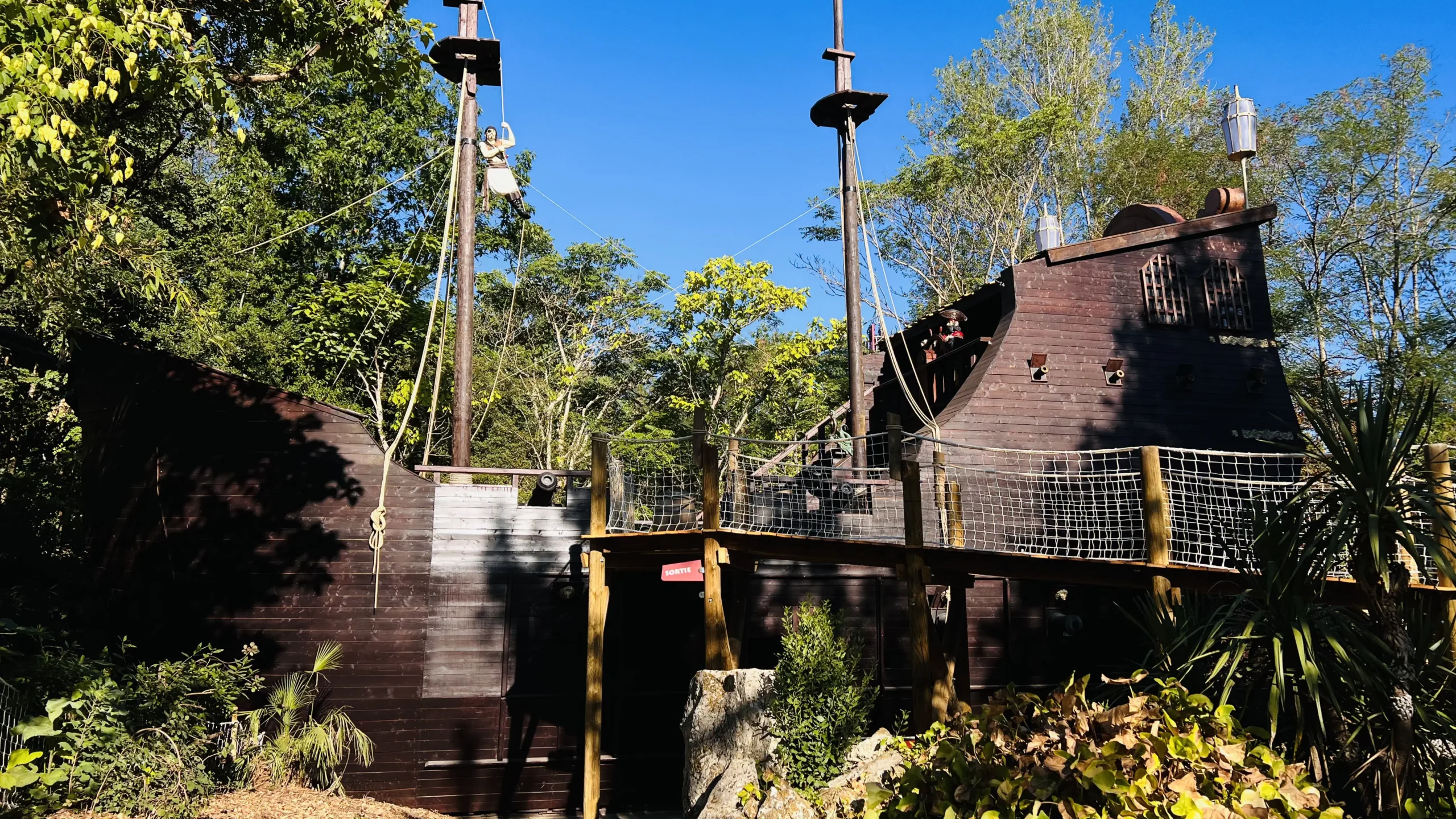
L'Île aux pirates
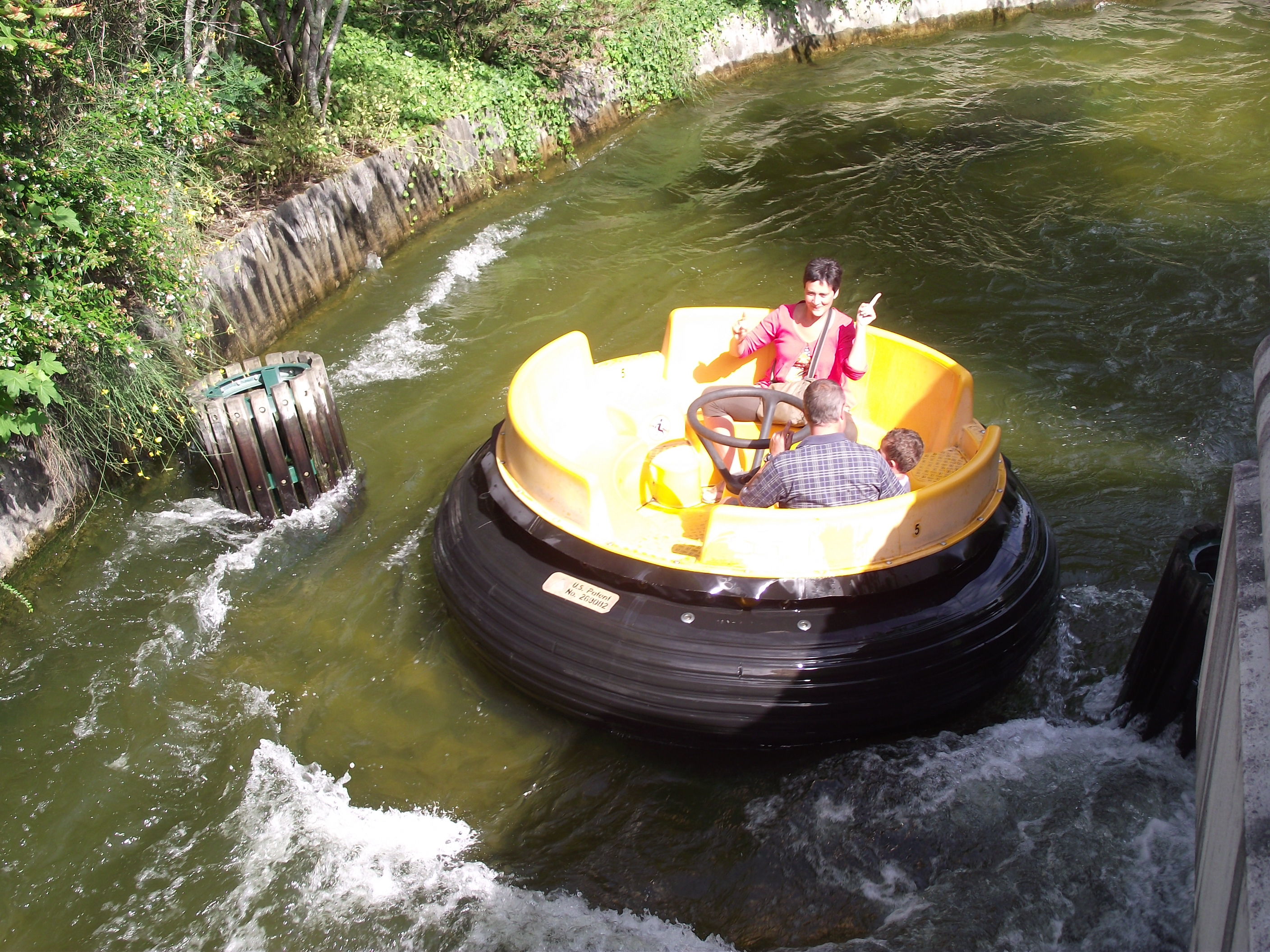
Radja River
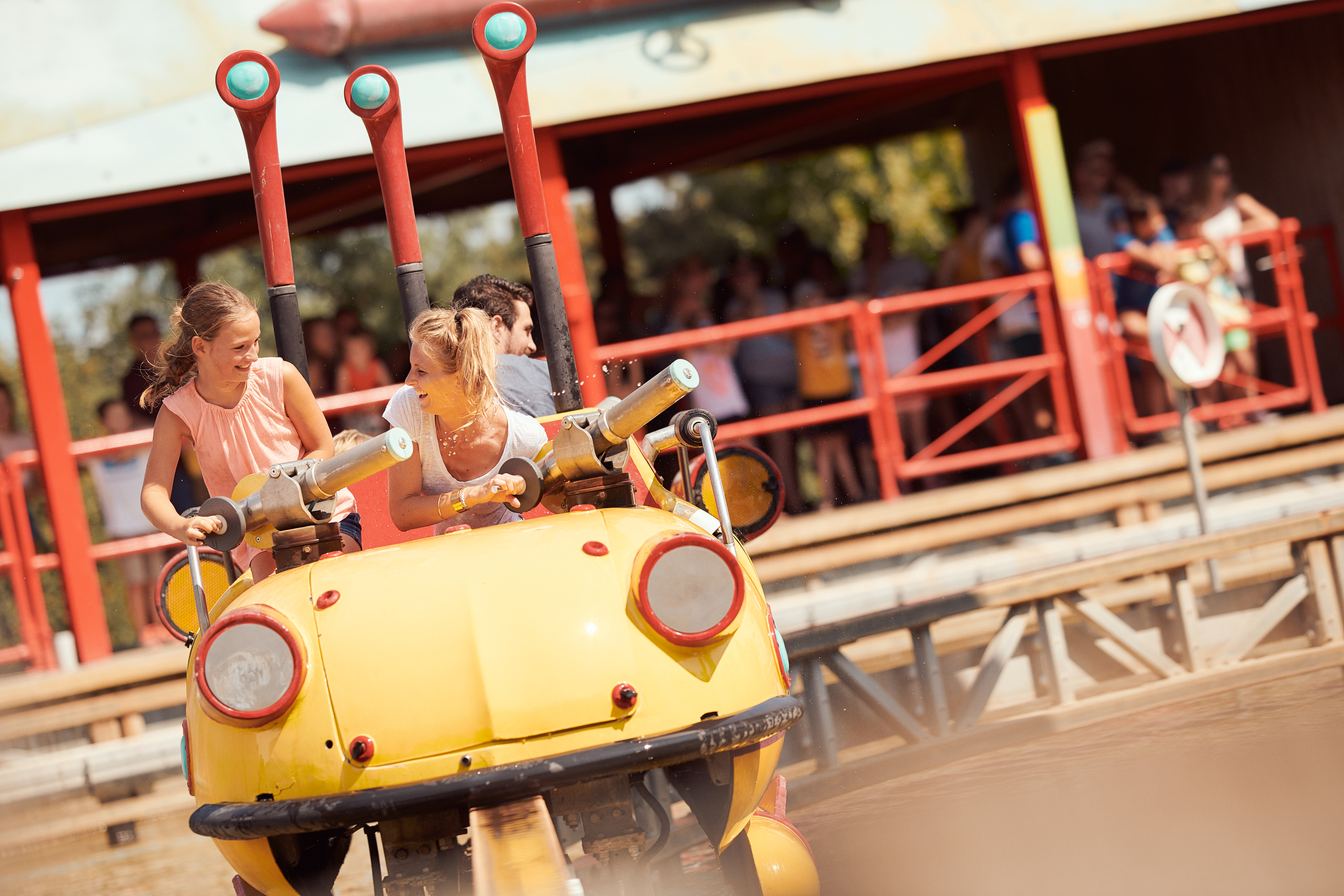
Splash Battle

### Attractions à sensations
- Bateau pirate : bateau à bascule du constructeur Huss Rides (1992) ;
- Chaises Volantes : manège de chaises volantes du constructeur Zamperla (1992). Anciennement nommé Fandango ;
- Dark Tower : tour de chute de type Shot'N Drop du constructeur Huss Rides (2019). Attraction nommée Torre Radio Felifonte dans le défunt parc italien Felifonte ouvert de 2003 à 2008[32],[33].

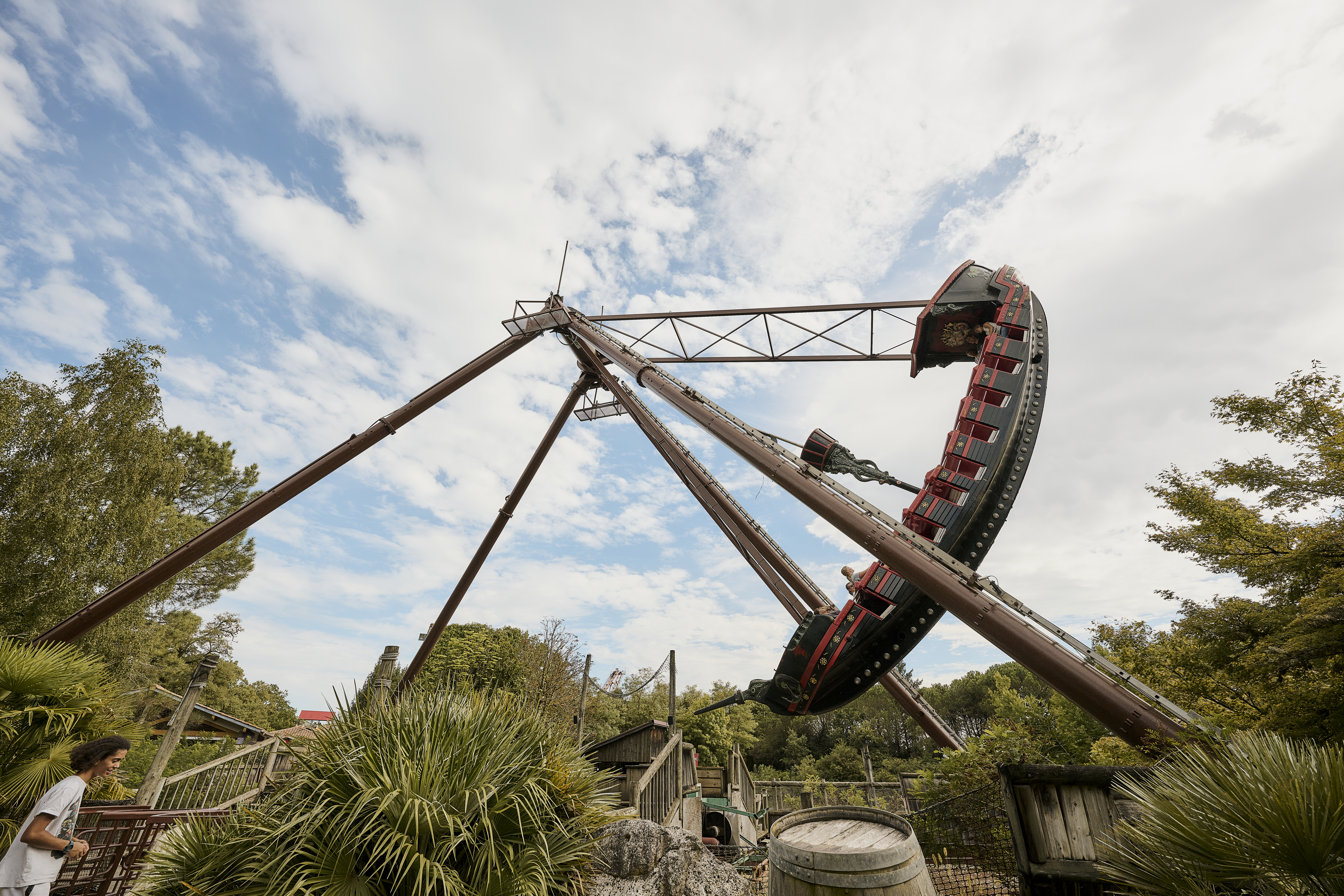
Bateau Pirate
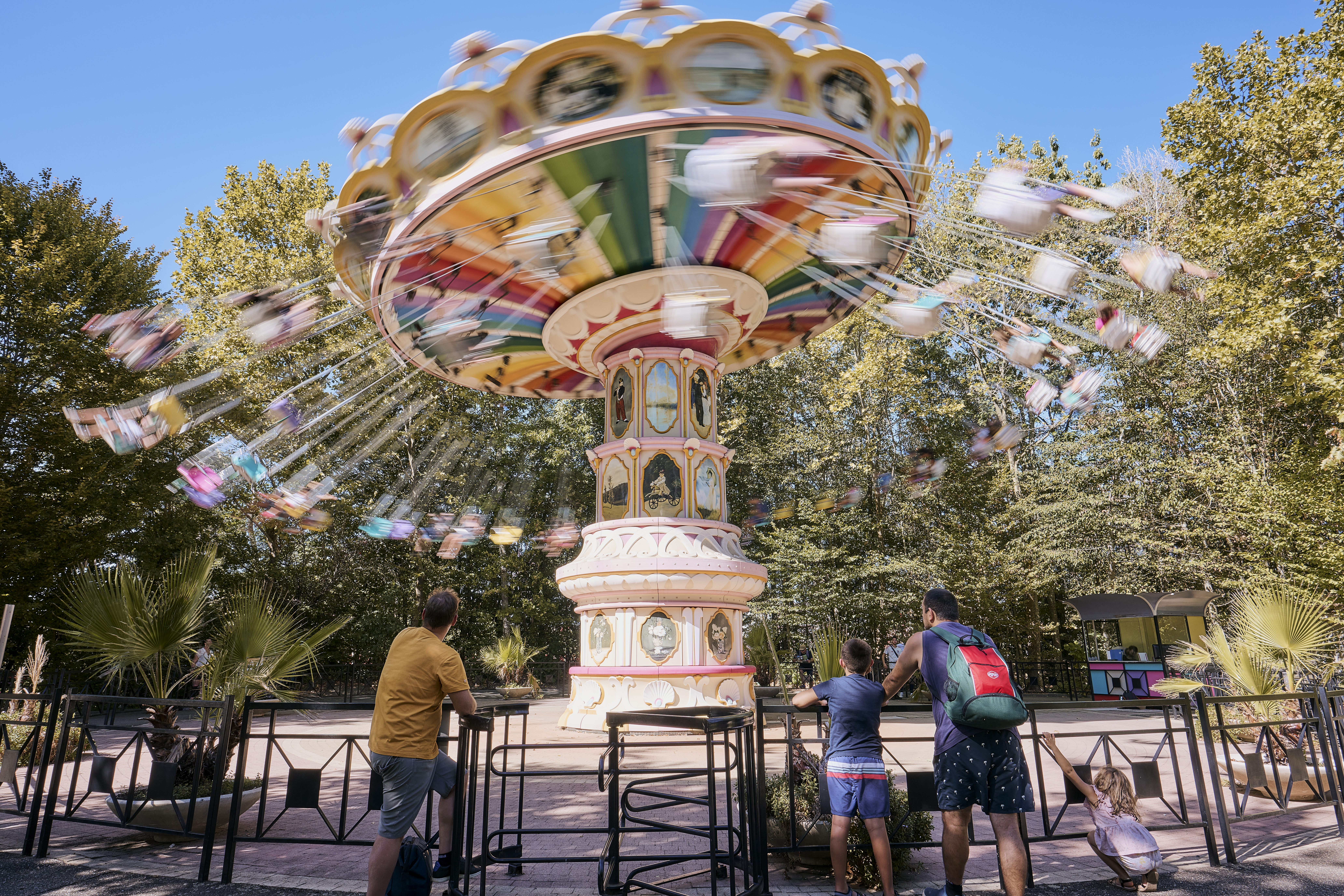
Chaises volantes
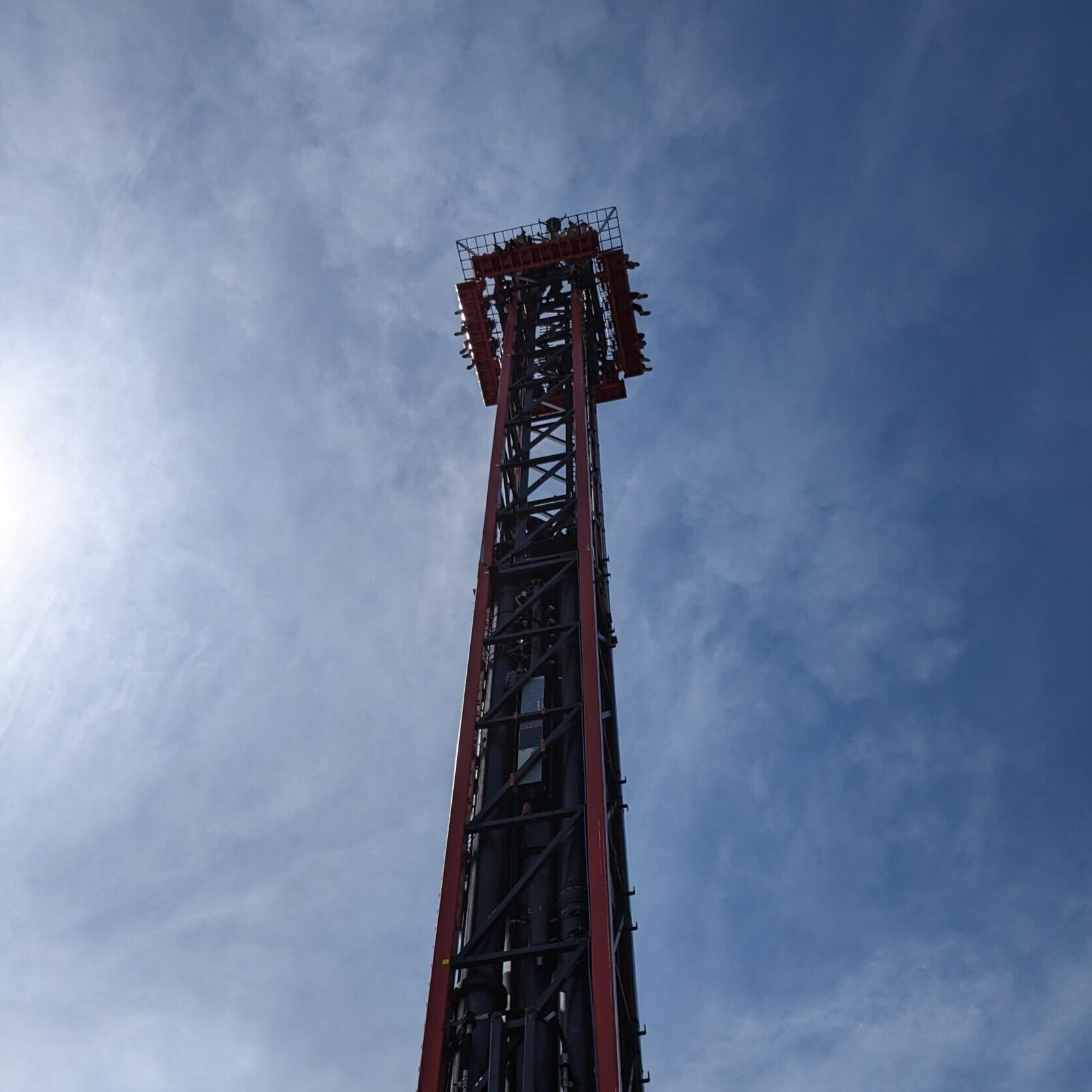
Dark Tower

### Attractions familiales
- Express tour : train panoramique du constructeur Soquet. Anciennement nommé Walibi Express (1992) ;
- Galopant : carrousel. Initialement nommé Galopant, puis Carrousel (1992) ;
- Holociné : cinéma holographique (2023) Anciennement cinéma 4-D (2011 - 2022) ;
- Melody road : circuit de vieilles voitures du constructeur Soquet. Anciennement nommé Vieux Tacots (1992) ;
- Midgard : Drop'n Twist 12 mètres du constructeur SBF Visa Group. Anciennement nommé Rock it up (2012) ;
- Tapis magique : toboggan avec glissade sur des tapis (1992) ;
- Tea cup : manège de tasses du constructeur Mack Rides (1992).

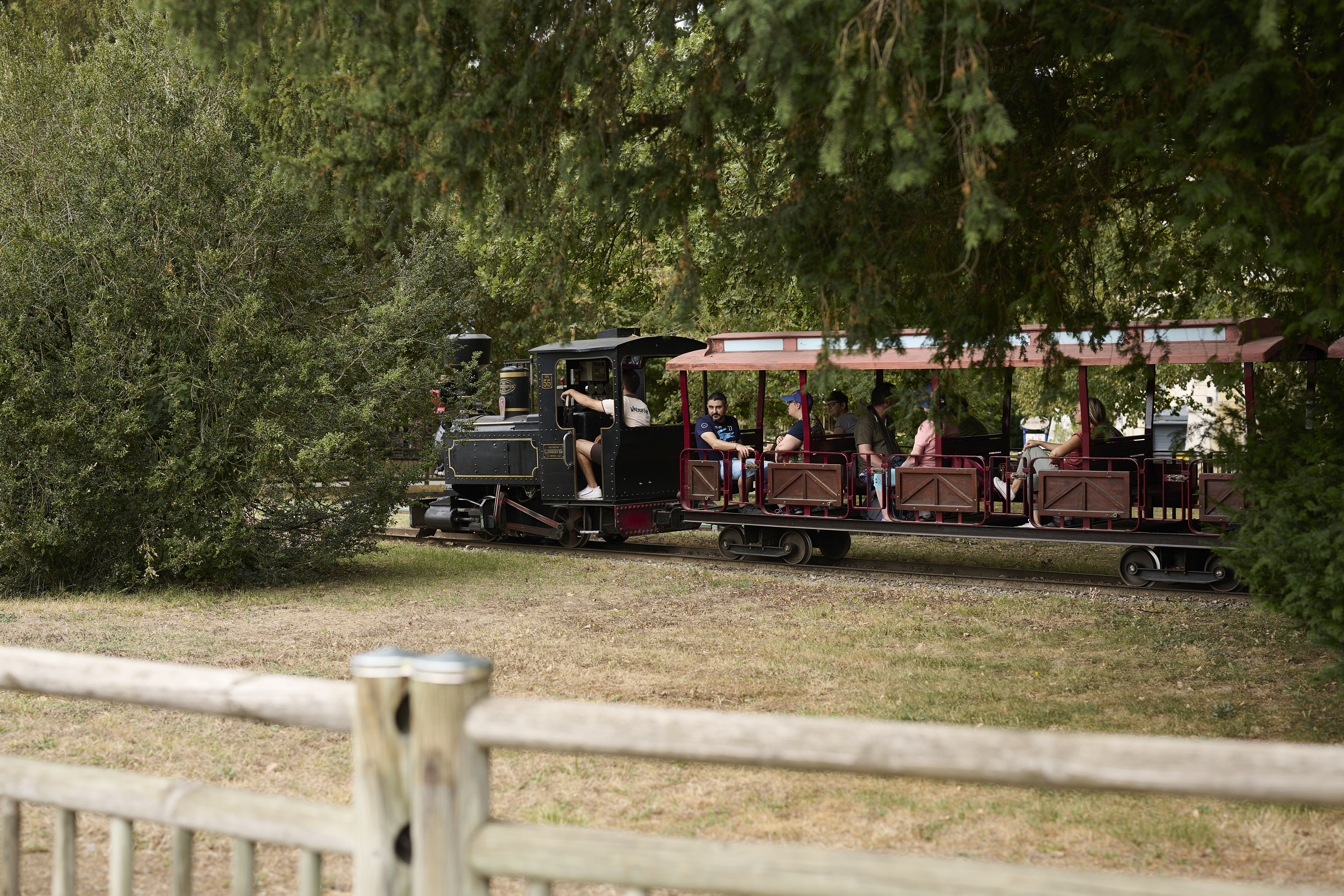
Express Tour
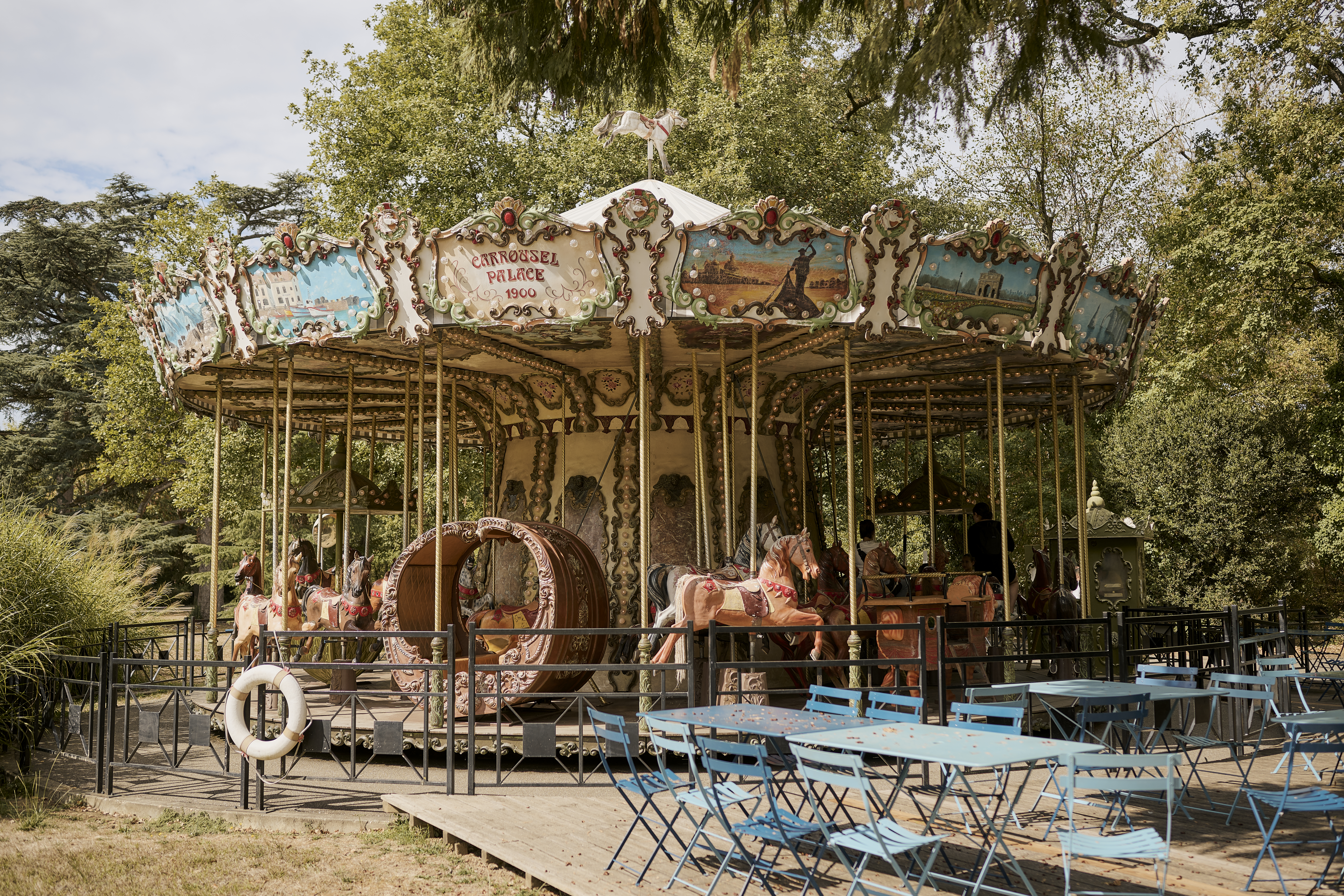
Galopant
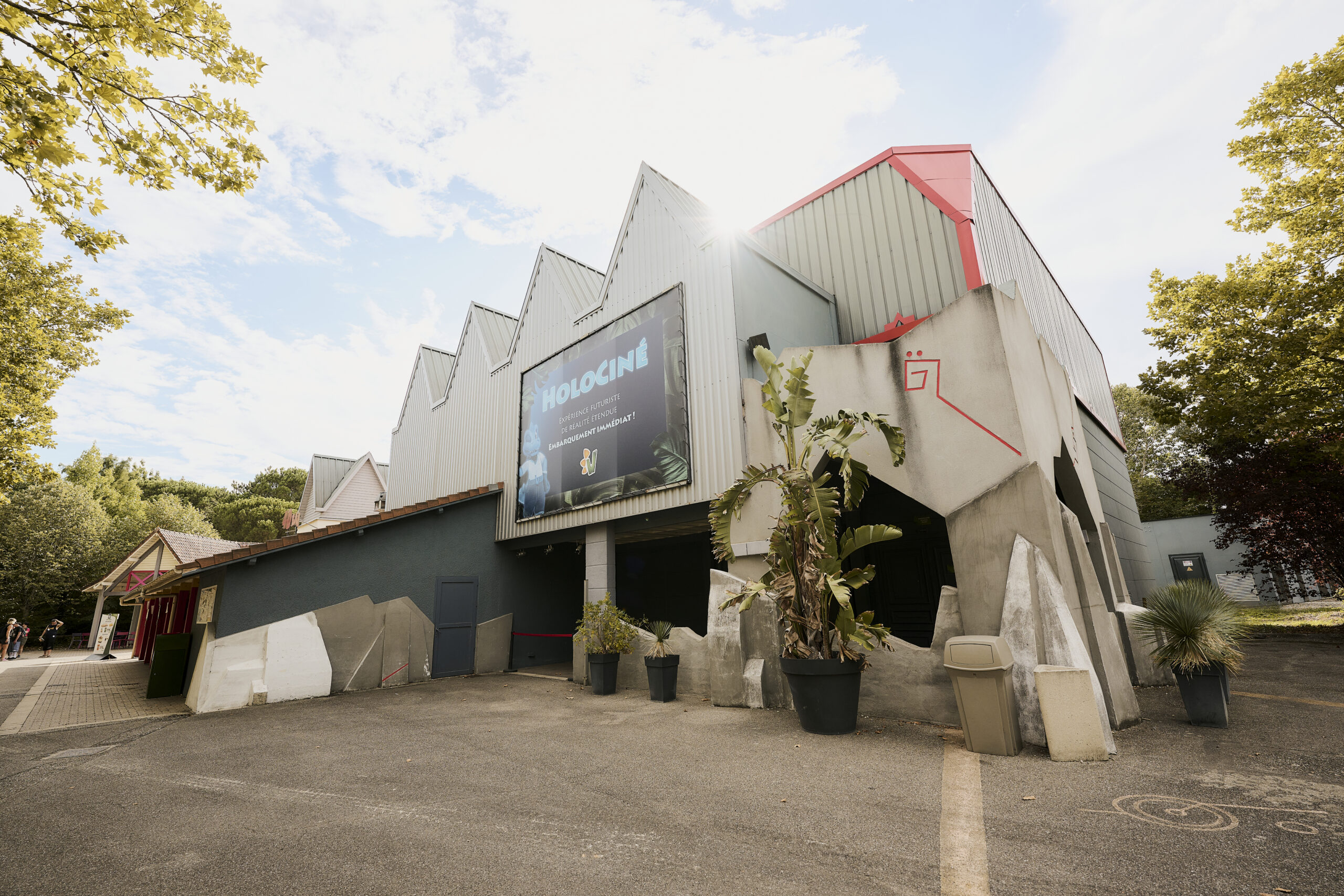
Holociné
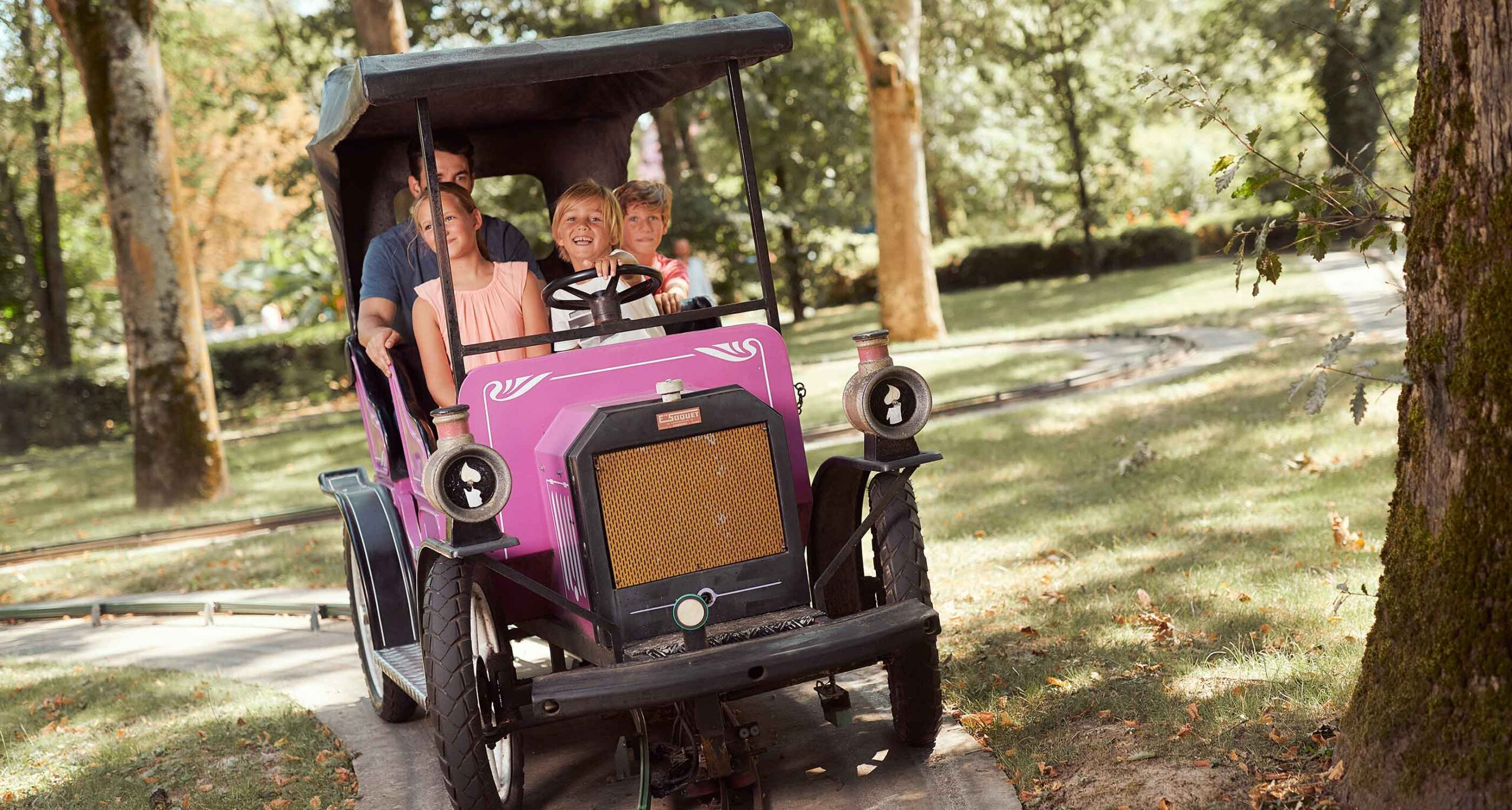
Melody Road
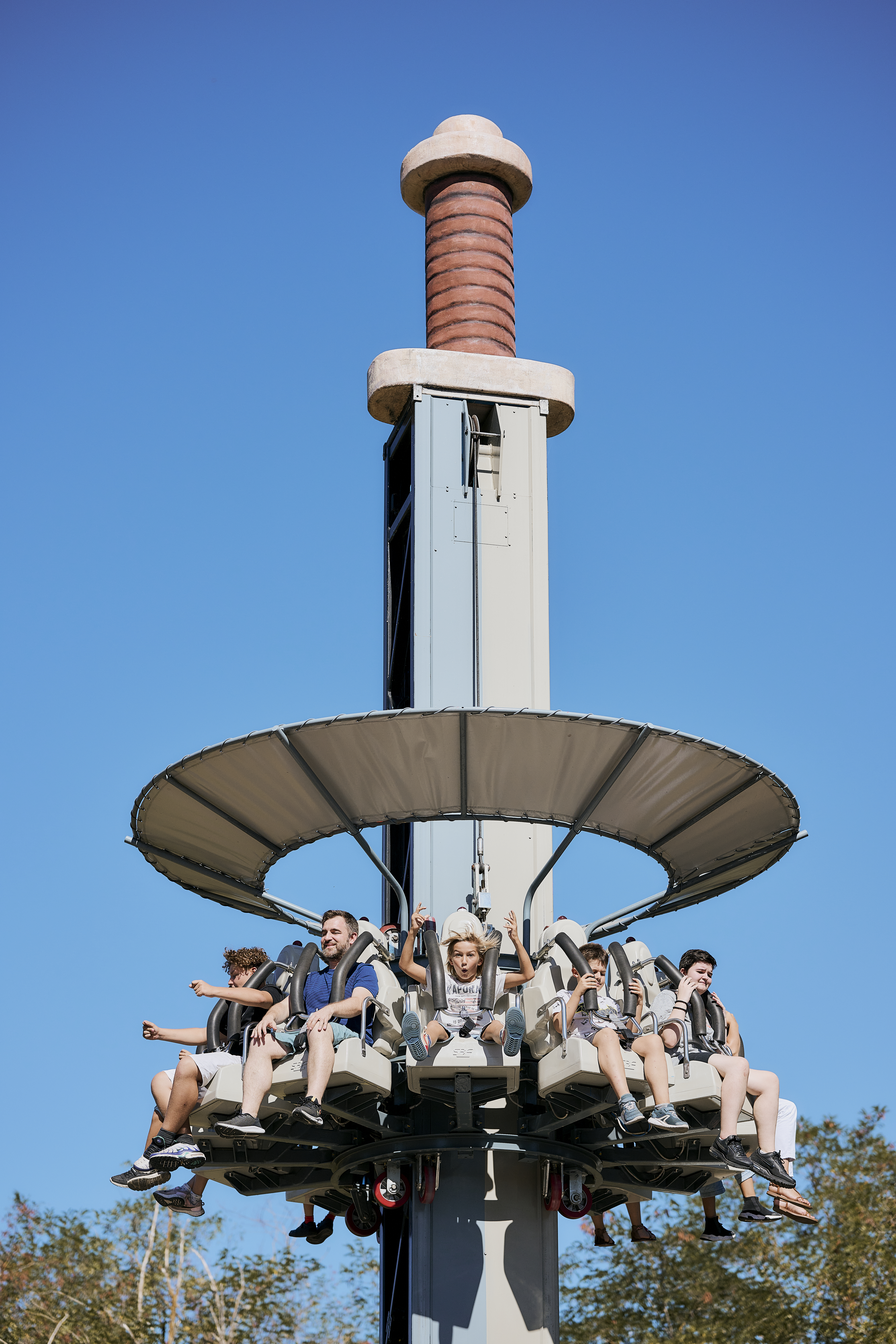
Midgar
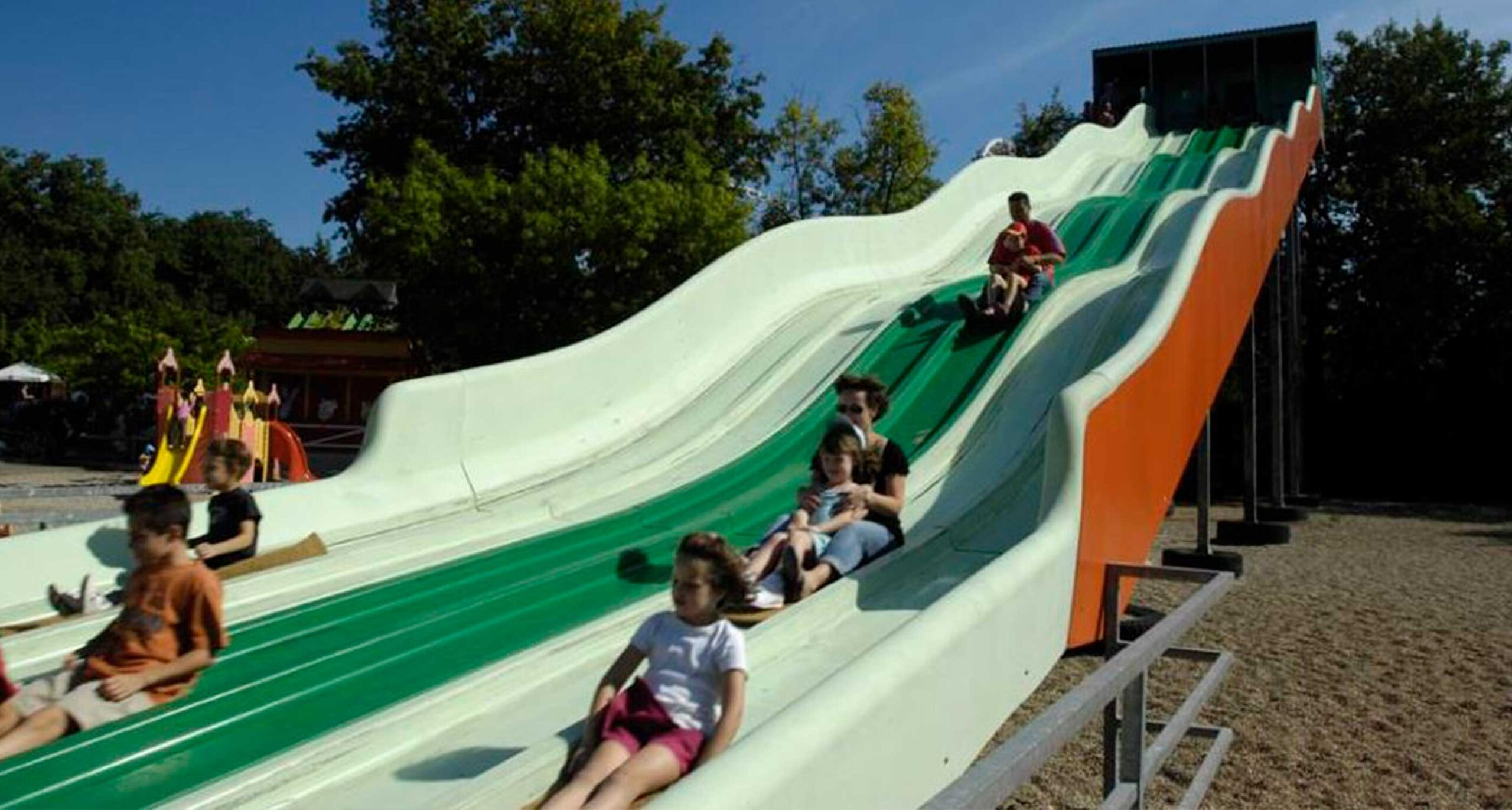
Tapis Magique
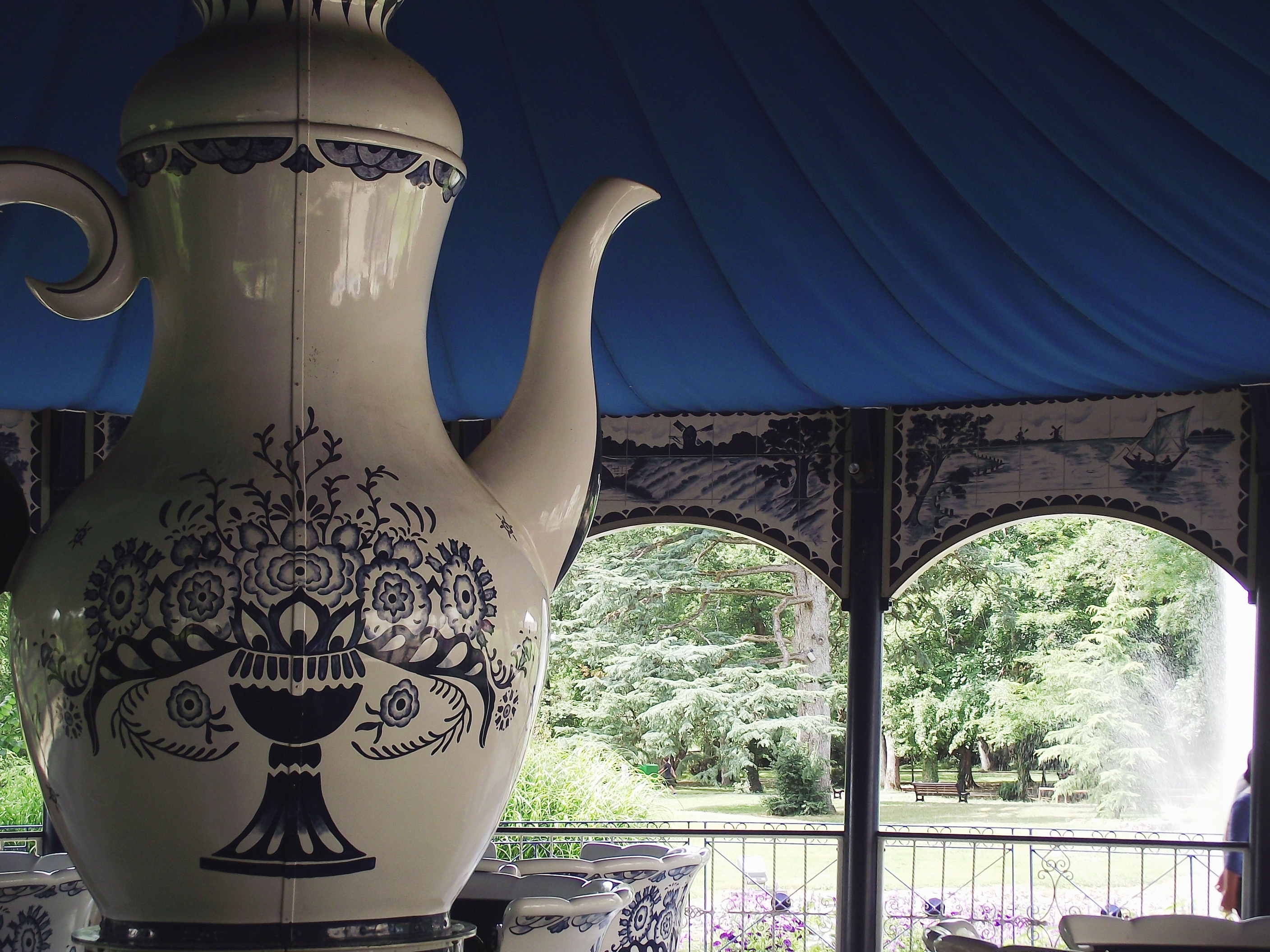
Tea cup

### Attractions pour enfants
- Aire de jeux : plaine de jeux (1992 et 2011) ;
- Bubble up : samba balloon du constructeur SBF Visa Group (2012) ;
- Crazy bus : crazy bus du constructeur SBF Visa Group (2012) ;
- Music tour : manège d'avions. Anciennement nommé Baby Kangourou (1992) ;
- Tchou Tchou Aventure : petit train pour enfants. Anciennement nommé Walibiland, puis W.A.B. band tour (1992) ;
- Water Place : labyrinthe aquatique de Guillaume Roche et Pro Urba. Anciennement nommé W.A.B. water (1992 et 2011).

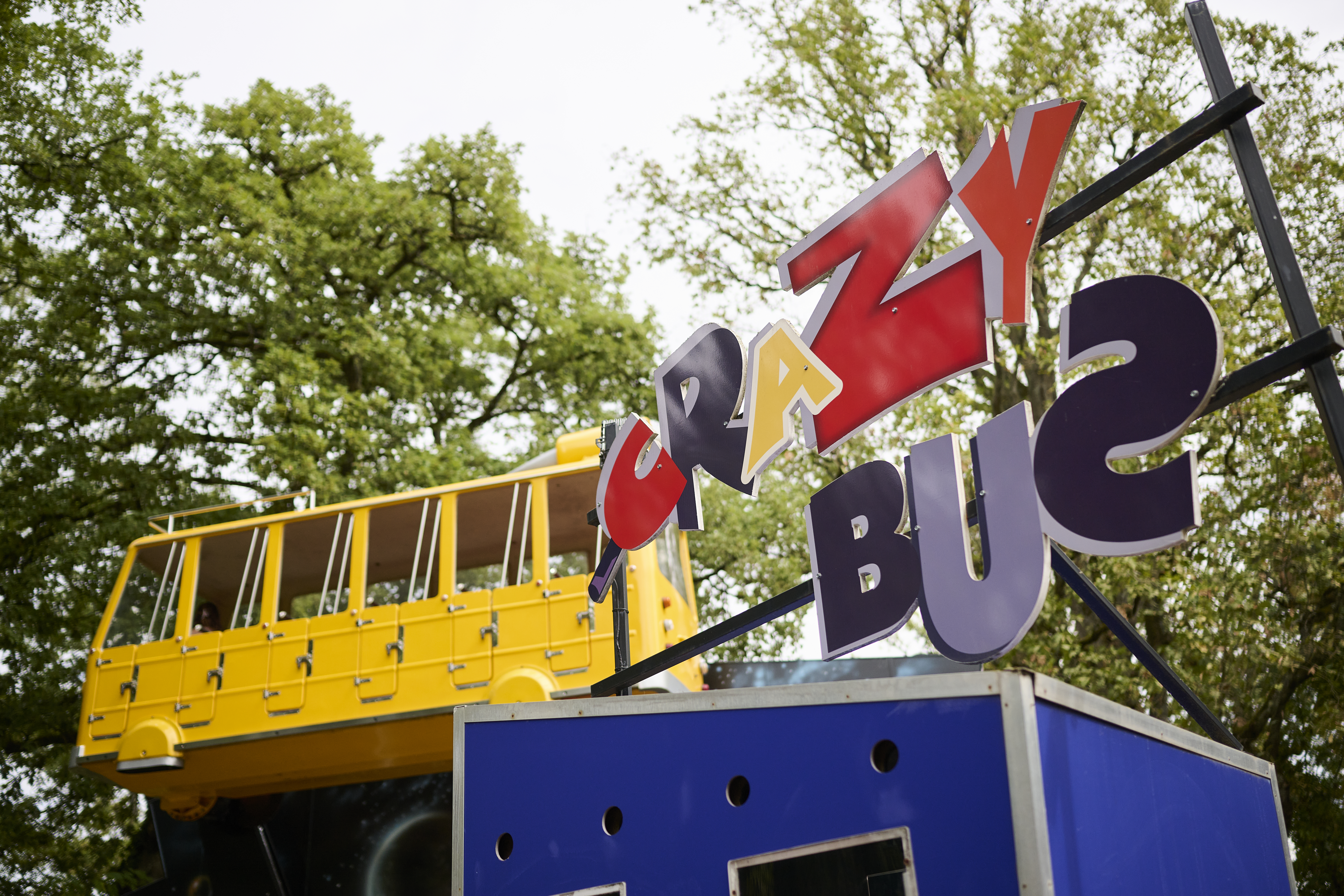
Crazy Bus
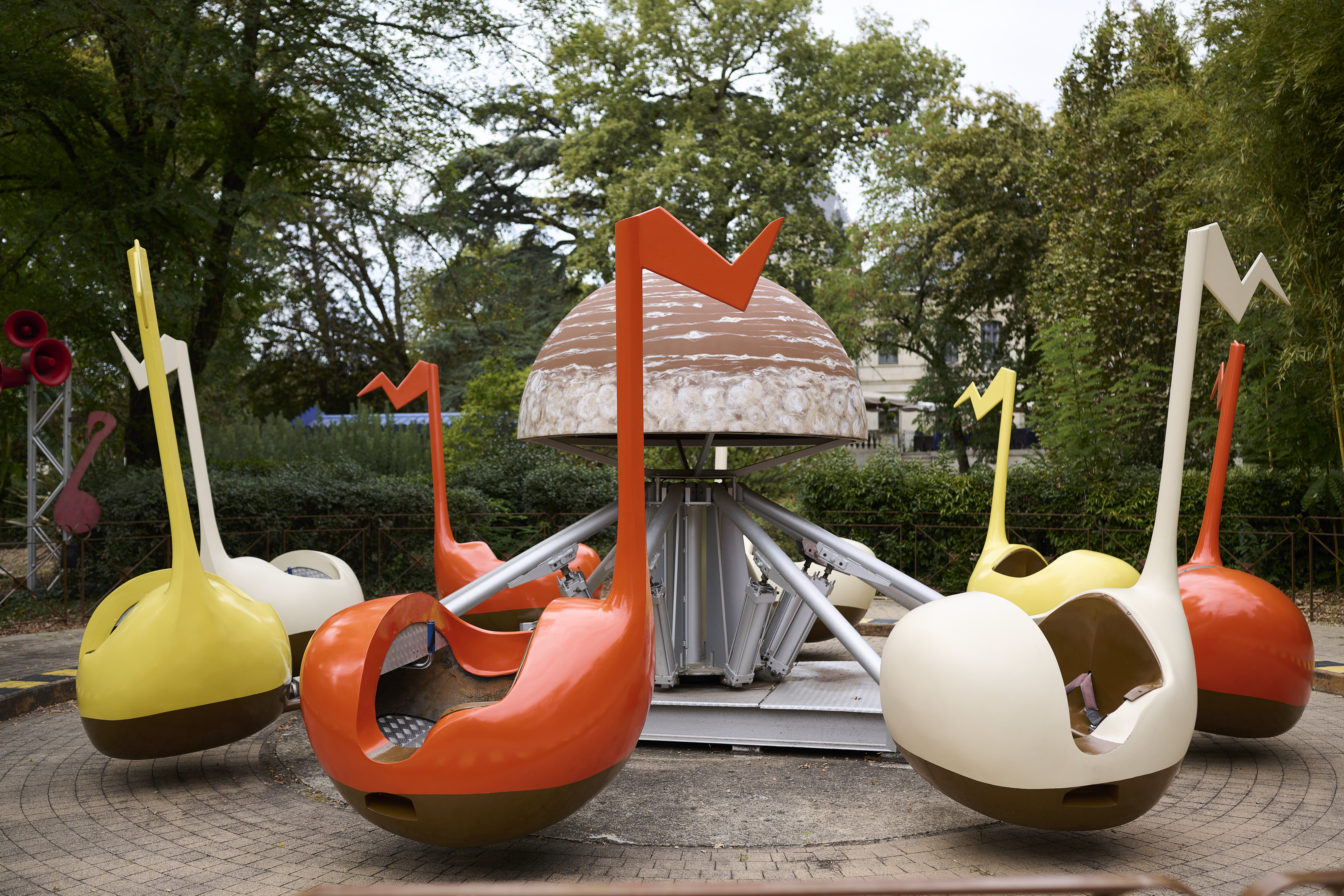
Music Tour
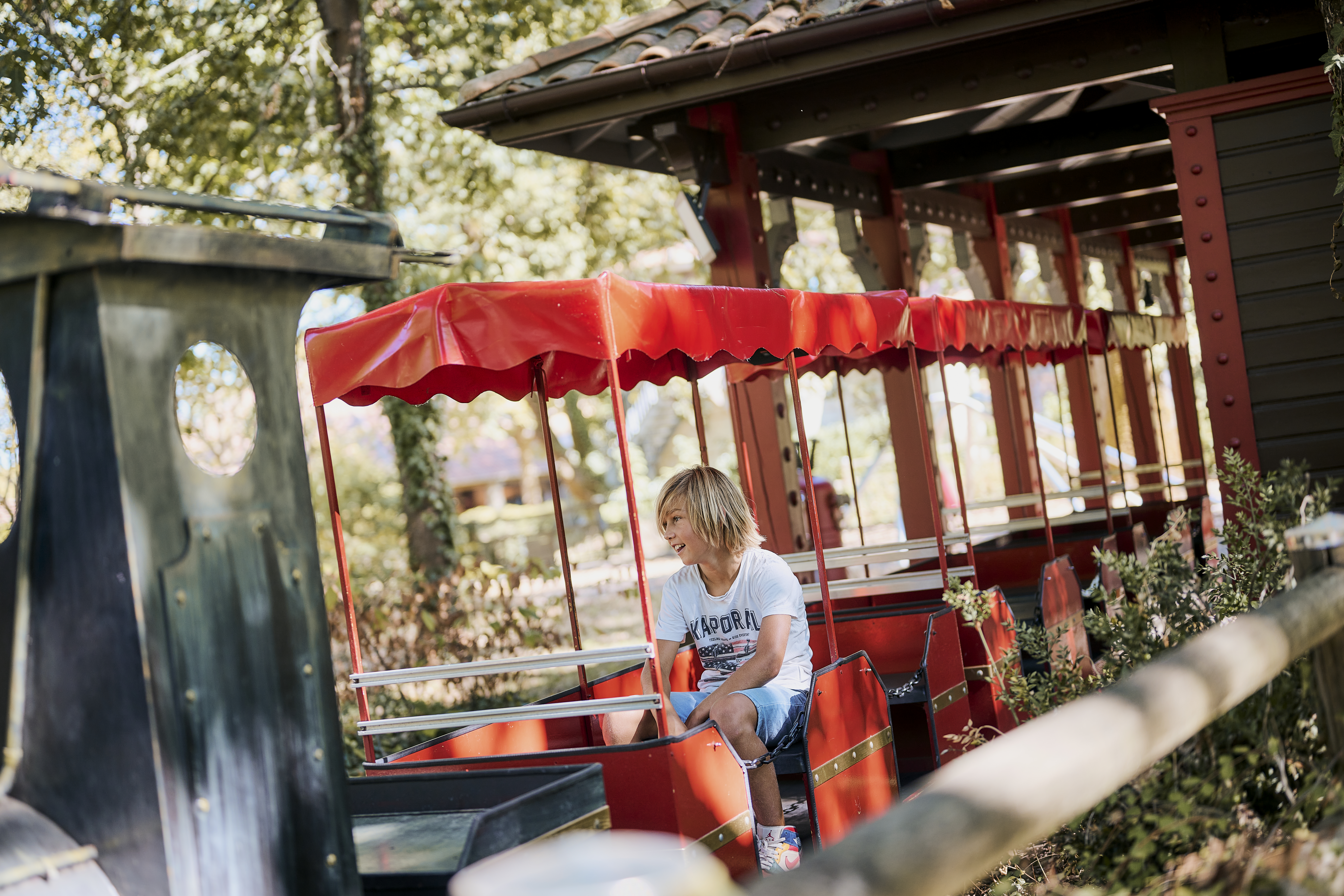
Tchou Tchou Adventure
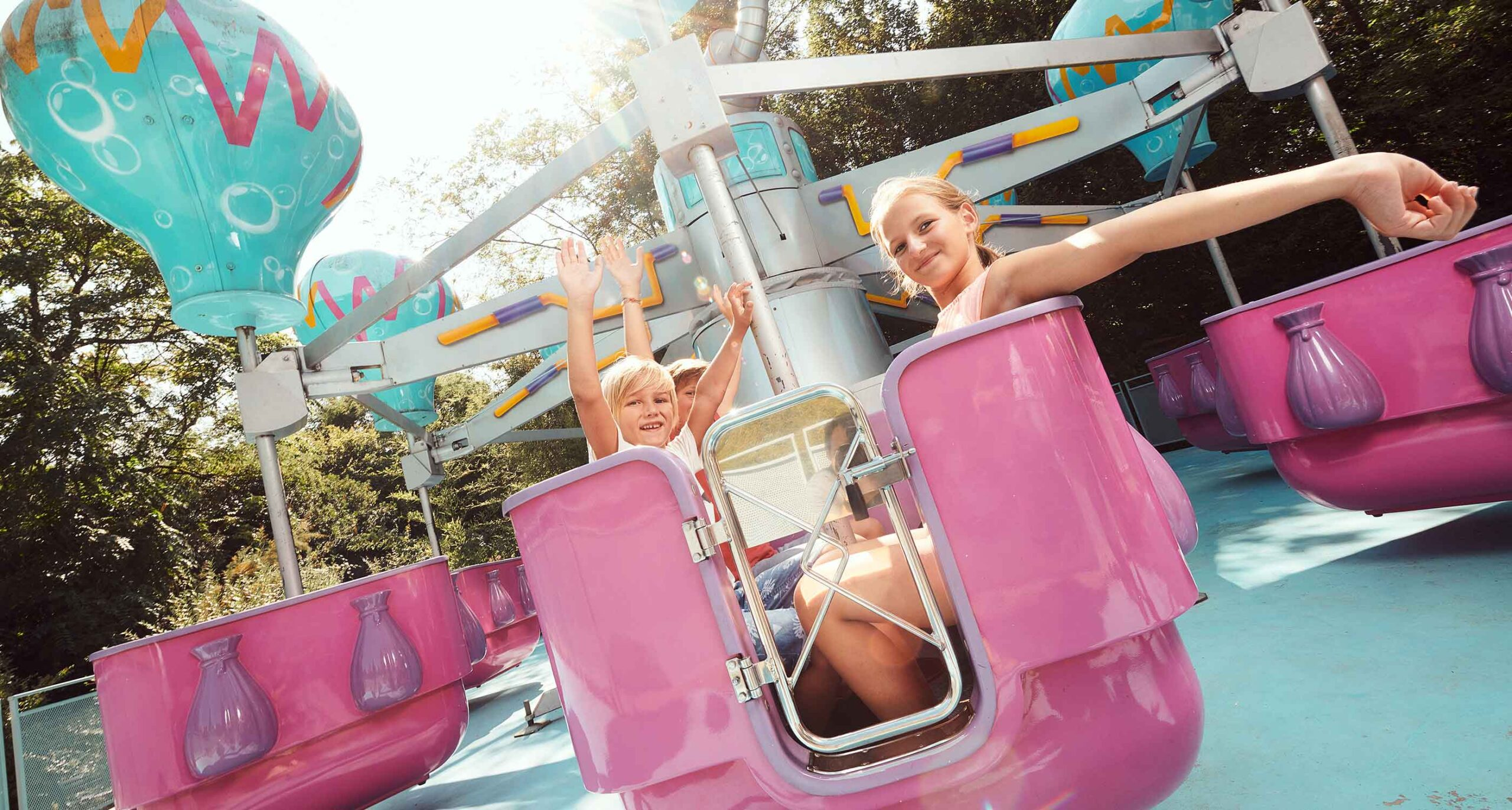
Bubble Up
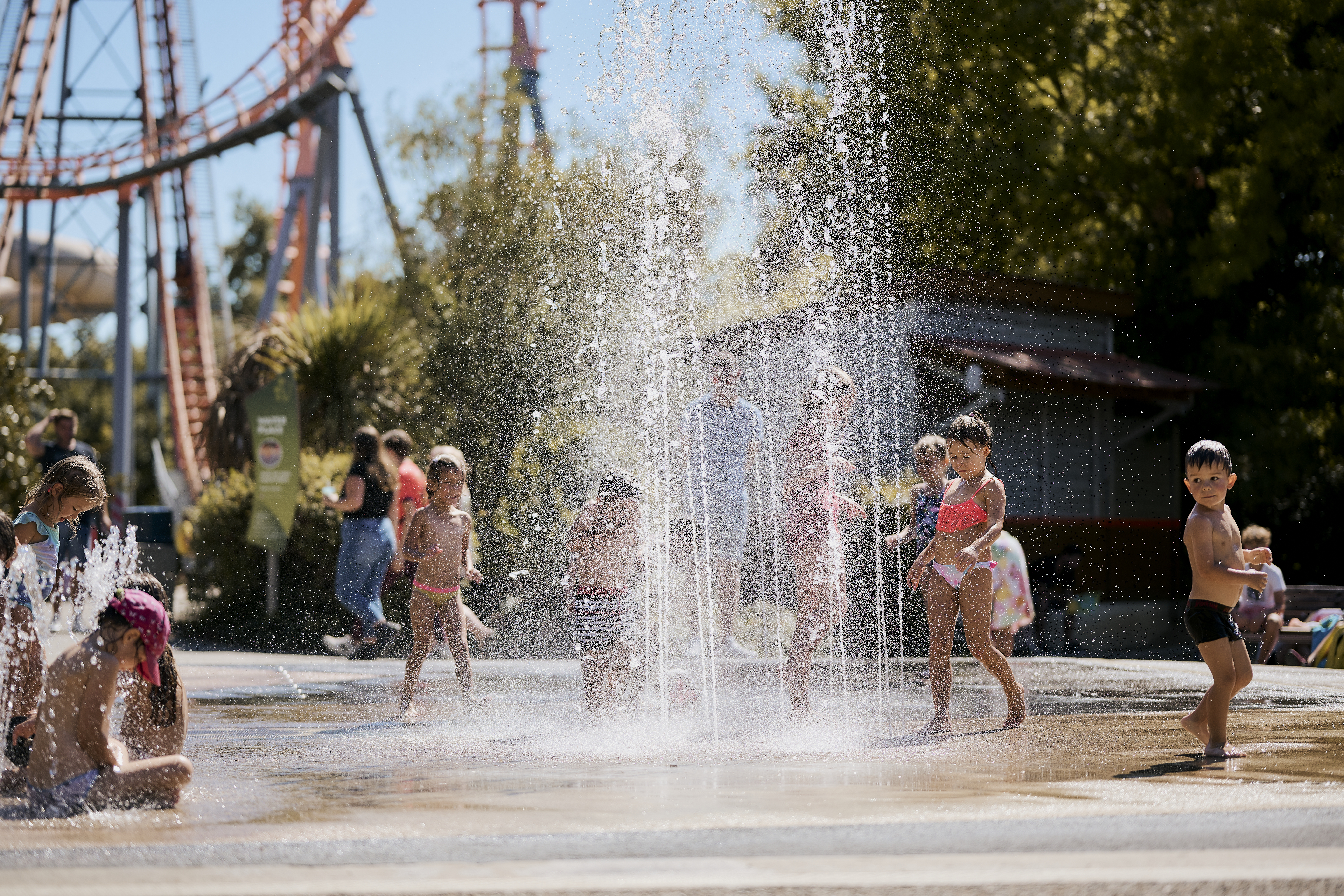
Water Place

### Spectacle

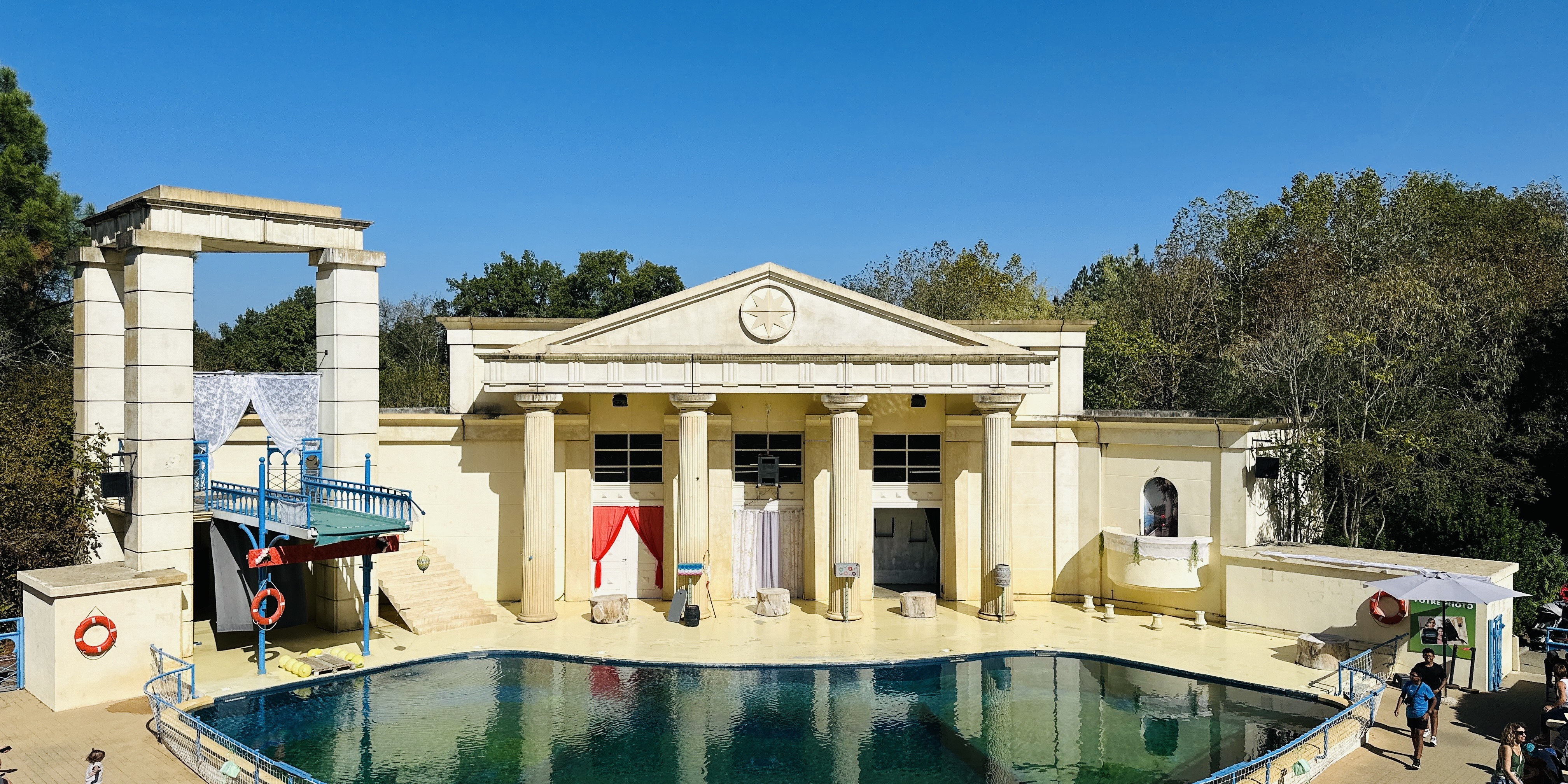
Show des Otaries

- Show des otaries : spectacle au sein d'un amphithéâtre de 1 000 places (1992).

## Aqualand Agen
Pendant l'été 2017, Walibi Sud-Ouest concrétise la création d'un parc aquatique. La Compagnie des Alpes avait déjà annoncé avoir ce projet en novembre 2012 et prévoyait une ouverture pour 2018-2020.

Premier logo d'Aqualand Agen (2017-2019).

Il est construit en deux phases, la première ouvre en 2017 et la suivante en 2018. Avec une superficie à terme de cinq hectares, il propose principalement une piscine à vagues dans sa première phase,. Avec des travaux ayant débuté en décembre 2016,, l'ouverture est tout d'abord annoncée pour le 31 juillet 2017 sur 1 600 mètres2 avec comme cible les familles avec enfants. La deuxième phase cible les adolescents avec divers toboggans sensationnels. Encore anonyme, ce parc ouvre au public le 1er août 2017, soit un jour plus tard qu'annoncé. Le 6 août, deux canalisations cèdent à cause d'une malfaçon et provoquent des avaries. L'alimentation en eau est rompue, ce qui entraîne la fermeture du parc jusqu'au 11 août, date à laquelle les baigneurs sont à nouveau accueillis par la centaine de saisonniers. Les équipements sont divers toboggans, dont un multipiste, une pataugeoire avec plaine de jeux aquatique, une lazy river et la piscine à vagues de 700 mètres2.
En 2018, le nom du parc aquatique est dévoilé ; il se nomme Aqualand Agen. Cela marque la filiation avec la chaîne Aqualand. Nécessitant trente saisonniers supplémentaires et après des travaux entrepris dès le mois de septembre 2017, la seconde phase propose treize toboggans aquatiques, dont deux uniques en France. Les dimensions de l'un d'eux sont de 28 mètres de haut, avec une pente de 80 degrés. Aqualand Agen ouvre en intégralité le 23 juin 2018 après un financement de plus de 17 millions d'euros, le plus gros investissement depuis l'ouverture de Walibi à Roquefort. Tel Tornado (en), les treize toboggans à sensations sont dotés par exemple d'entonnoirs, d'effets lumineux ou sont opacifiés. Le site totalise 23 toboggans des constructeurs Aquakita et ProSlide.

## Les directeurs du parc
- Christophe De Moffarts (1992-1998)
- Luc De Roo (1999)
- Corinne Sedeau (2000-2009)
- François Sarrazin (2009)
- Eric Barberet-Girardin (2010-2014)
- Estelle Le Bihan Chauvin / Filip De Witte (intérim 2014)
- Sylvain Chatain (depuis 2015)